# Citroën

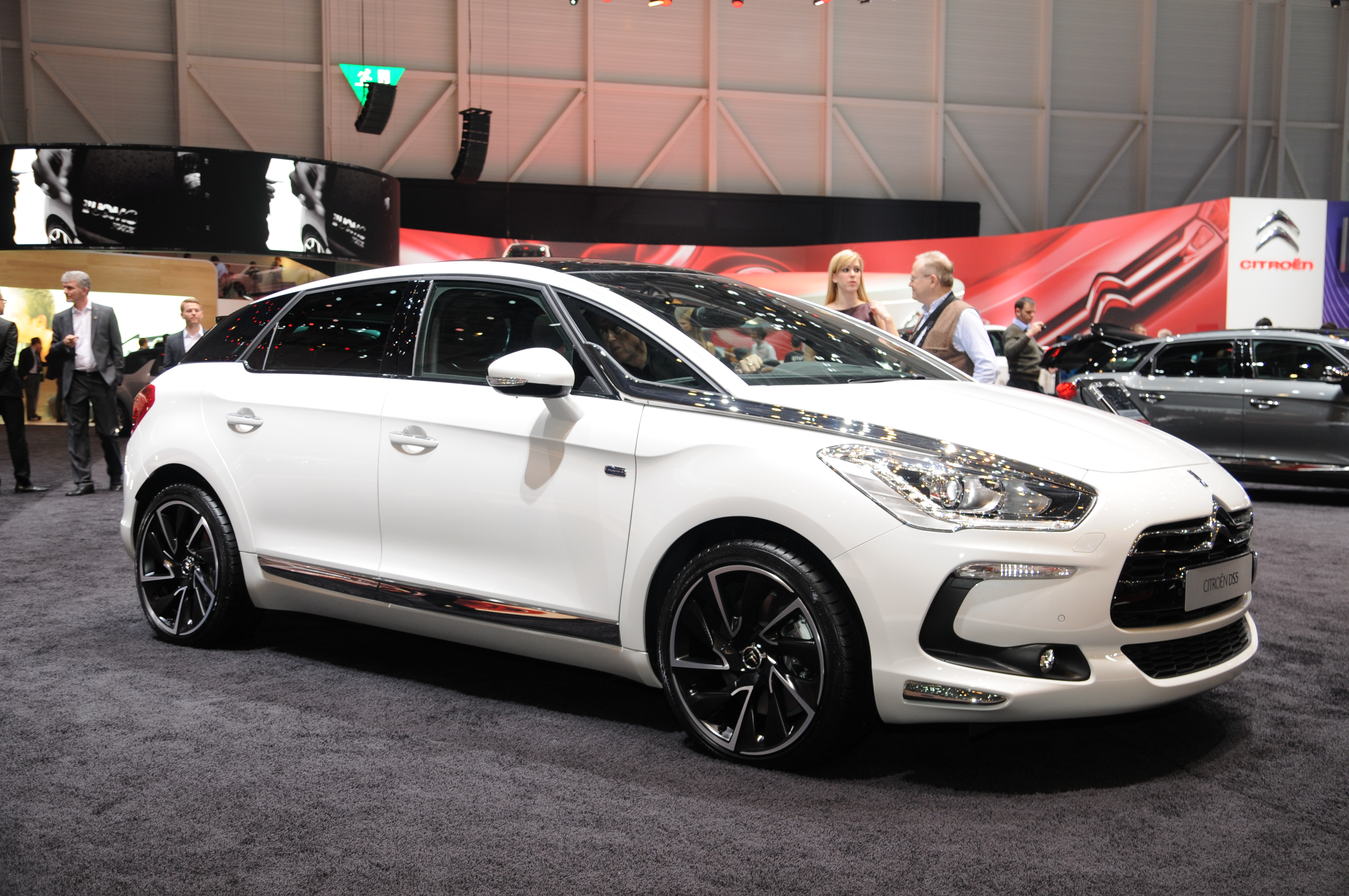
Citroën DS5 Hybrid4 (2011)

Citroën é uma fabricante de automóveis francesa fundada em 1919 por André Citroën e parte da Stellantis desde 2021. Sua matriz é situada em Paris, Rue Fructidor. Originalmente um fabricante com projetos relativamente simples, o carro da Citroën chocou o mundo em 1935 com a inovadora Traction Avant (tração dianteira) (1935-1954).  Até o final dos anos 80 a companhia teve reputação de projetar carros de uma maneira original. Modelos significativos posteriores incluem a camionete de H (1947-1981, "HY"), 2CV (1948-1990, "The Duck"), DS (1955-1975, "Goddess") e CX (1974-1991).
Citroën ganhou muitos prêmios internacionais, como 3 vezes Carro do Ano na Europa, 10 vezes Carro do Ano em Espanha, 8 vezes Carro do Ano na Itália e 3 vezes Carro do Ano na Irlanda.
Citroën é a única fabricante de automóveis a ter ganho três campeonatos oficiais da Federação Internacional de Automobilismo: no Campeonato Mundial de Rally raid, Campeonato Mundial de Rali, Campeonato Mundial de Carros de Turismo. Citroën é a montadora que conquistou os mais numerosos títulos de campeão mundial: 15 títulos de Campeão do Mundo em 15 participações. Citroën ganhou cinco vezes o Campeonato Mundial de Rally raid, oito vezes o Campeonato Mundial de Rali "WRC", uma vez o Campeonato Mundial de Carros de Turismo "WTCC".
Desde 2013, a top model Carolina Ardohain é a representante das marcas Citroën e Citroën DS.

## História

### Primeiros anos

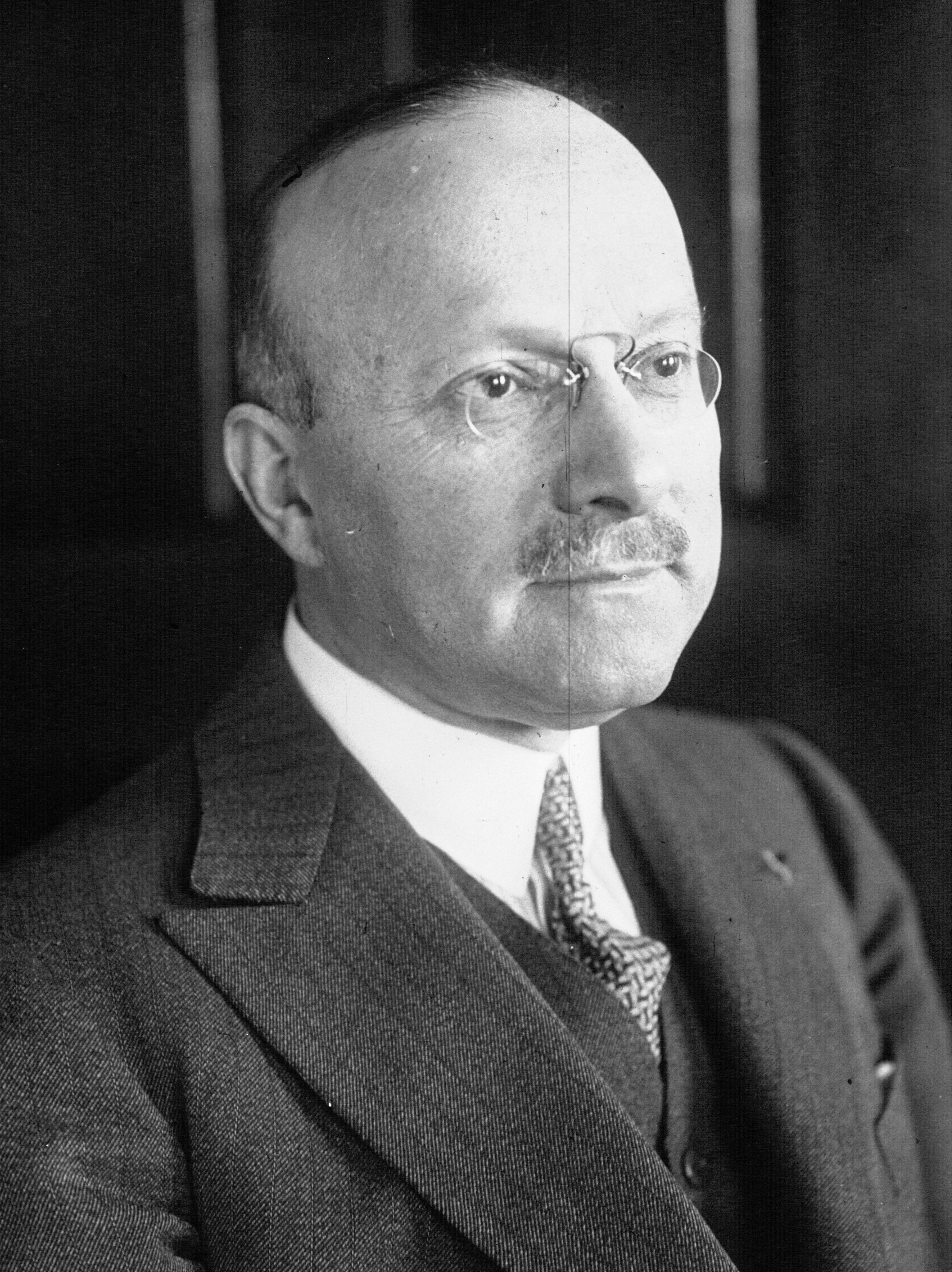
André Citroën

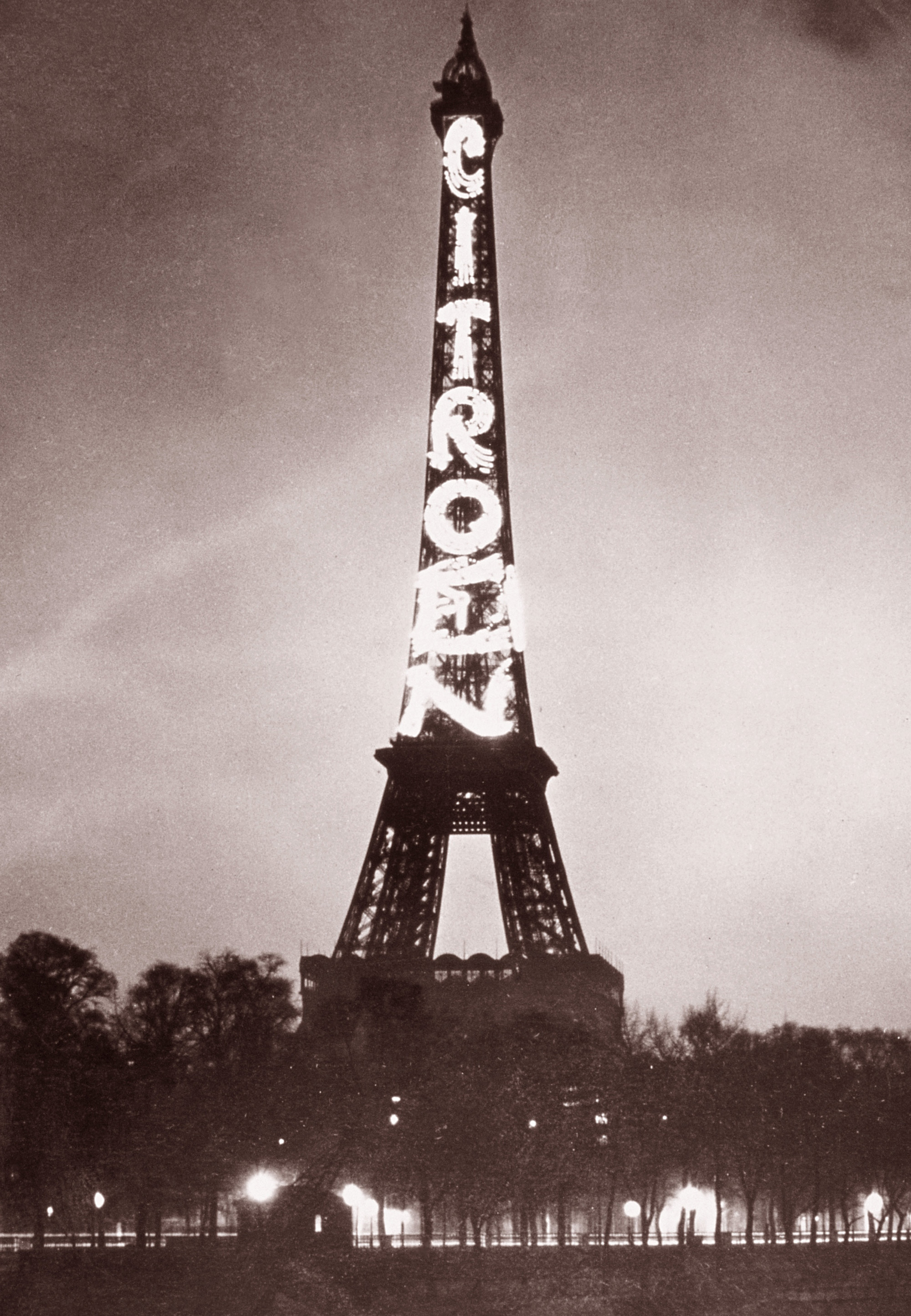
Torre Eiffel com patrocínio da Citroën em 1925

A história de Citroën começa com o fundador da companhia, o engenheiro André Citroën. Construiu armamentos para a França durante a Primeira Guerra Mundial, mas depois da guerra ele tinha uma fábrica e nenhum produto.  Em 1919 começou a produzir automóveis, começando com o modelo convencional Type A.
O símbolo da companhia, ainda usado até hoje, é o "double chevron", referenciando o trabalho anterior da Citroën a engrenagem ou hélice helicoidal, bem como o mais próprio equipamento o Dínamo Militar, e a velocidade utilizado em diversos equipamentos de uso militar.  Os dois ‘V’s invertidos, conhecidos na França como “Deux Chevron”, simbolizam a engrenagem bihelicoidal.
Há uma lenda que diz que o emblema é uma homenagem ao filho de André Citroën. O rapaz lutou com a patente de cabo na Primeira Guerra Mundial e morreu no conflito. Repare no capô de qualquer Citroën verá que o símbolo é a divisa do posto militar de cabo (duas letras V, invertidas), carinhosa lembrança familiar que se perpetuou até nossos dias, porém tal fato seria apenas uma lenda nunca confirmada.
André Citroën era um comerciante esperto -  ele usou a Torre Eiffel como o maior cartaz de propaganda do mundo, segundo o Livro dos Recordes. Patrocinou também expedições à Ásia e África, com a intenção de demonstrar o potencial de seus carros equipados com sistemas de tração Kegresse para regiões hostis. As expedições eram um sucesso de publicidade.
Em 1924, Citroën começou uma parceria com o engenheiro americano Edward G. Budd. Em 1899 Budd trabalhou no desenvolvimento de pressed-steel para carros de estrada de ferro, Companhia Pullman em particular. Budd produziu aço para muitos fabricantes de automóveis, a Dodge foi seu primeiro grande cliente. Em 1928, Citroën introduziu o primeiro veículo totalmente em metal na Europa.

### Concorrência

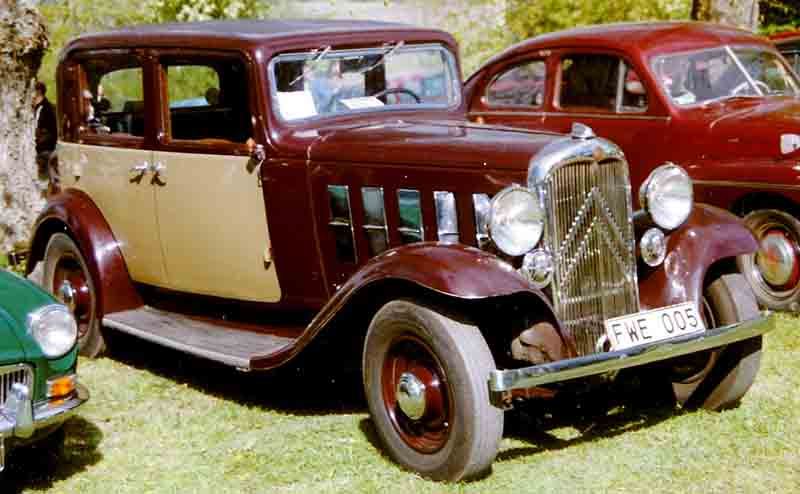
Citroën Rosalie 8, 10 et 15 (1932-1933)

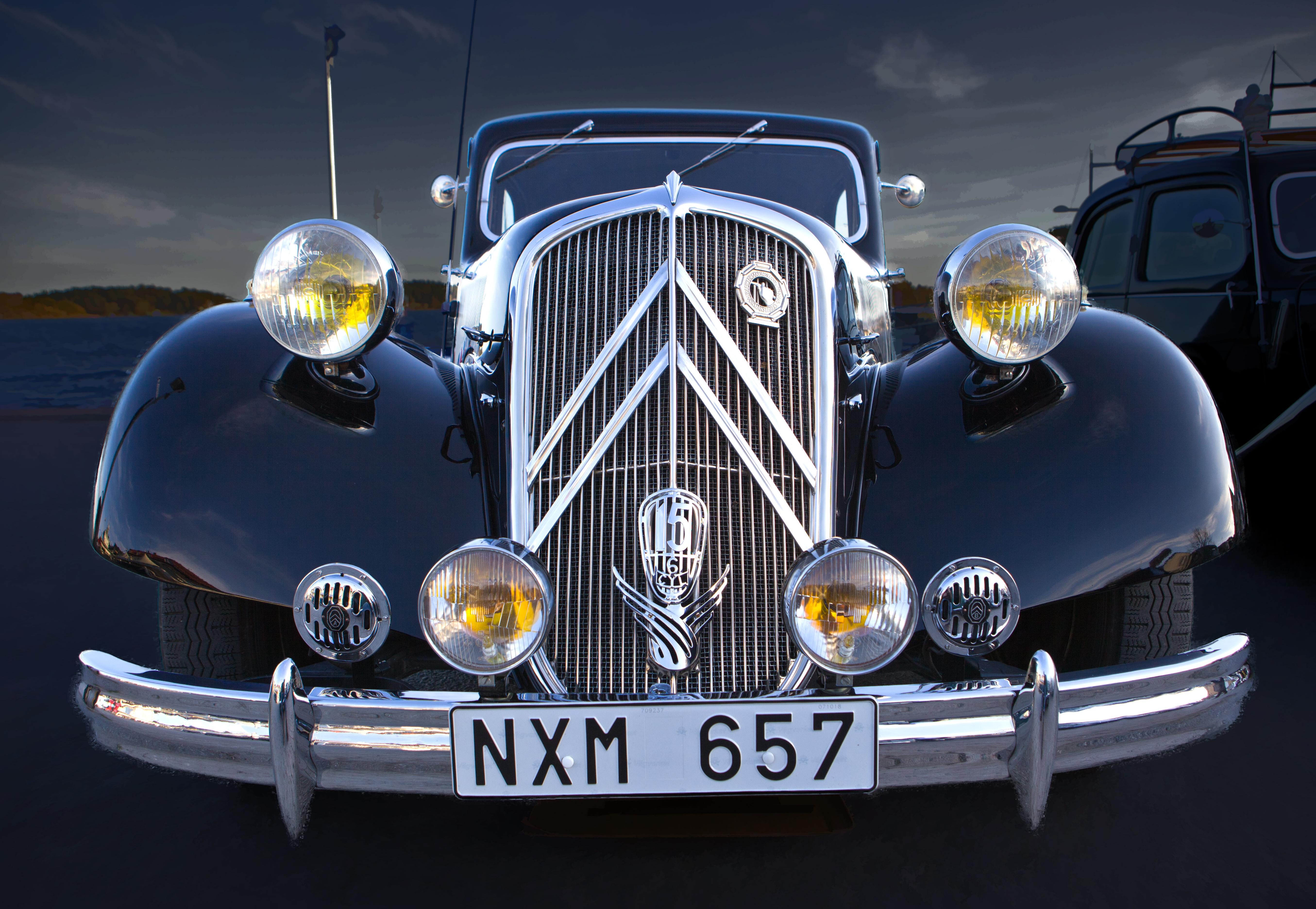
Citroën Traction Avant de 1935

No início os carros tornaram-se um sucesso. Mas logo os competidores, que ainda usavam madeira na estrutura de seus veículos, passaram a adaptar o novo design. Citroën não teve oportunidade para redesenhar a estrutura de seus veículos e estes passaram a ser vistos como retrógrados. A Citroën vendeu em grandes quantidades apesar do visual retrô, pois o baixo custo e a leveza do carro eram seus pontos mais fortes.
Isto encorajou André Citroën a desenvolver o Traction Avant, um carro tão inovador que não haveria concorrentes à altura em competições. O Traction Avant tinha três características revolucionárias: a estrutura monobloco, suspensão independente nos pneus dianteiros e a tração frontal. Citroën pagou uma comissão a Budd pela criação do protótipo, o qual desenvolveu no Onze Légère e o 7 CV(5kW) Traction Avant em 1934.
O Traction Avant viria a estabelecer o padrão a seguir, sendo utilizado trinta anos depois pelo Mini, Volkswagen Golf e hoje por quase todos os fabricantes.
O rápido desenvolvimento do Traction Avant foi dispendioso e contribuiu para a ruína financeira da companhia. Em 1934, as dívidas forçaram a companhia a declarar falência; o que aconteceu quando foi adquirida pelo seu maior credor, a companhia de pneus Michelin. Felizmente para a Michelin, o Traction Avant foi bem aceito pelo mercado e a filosofia básica com que se havia chegado a este design continuou.

### Ocupação alemã

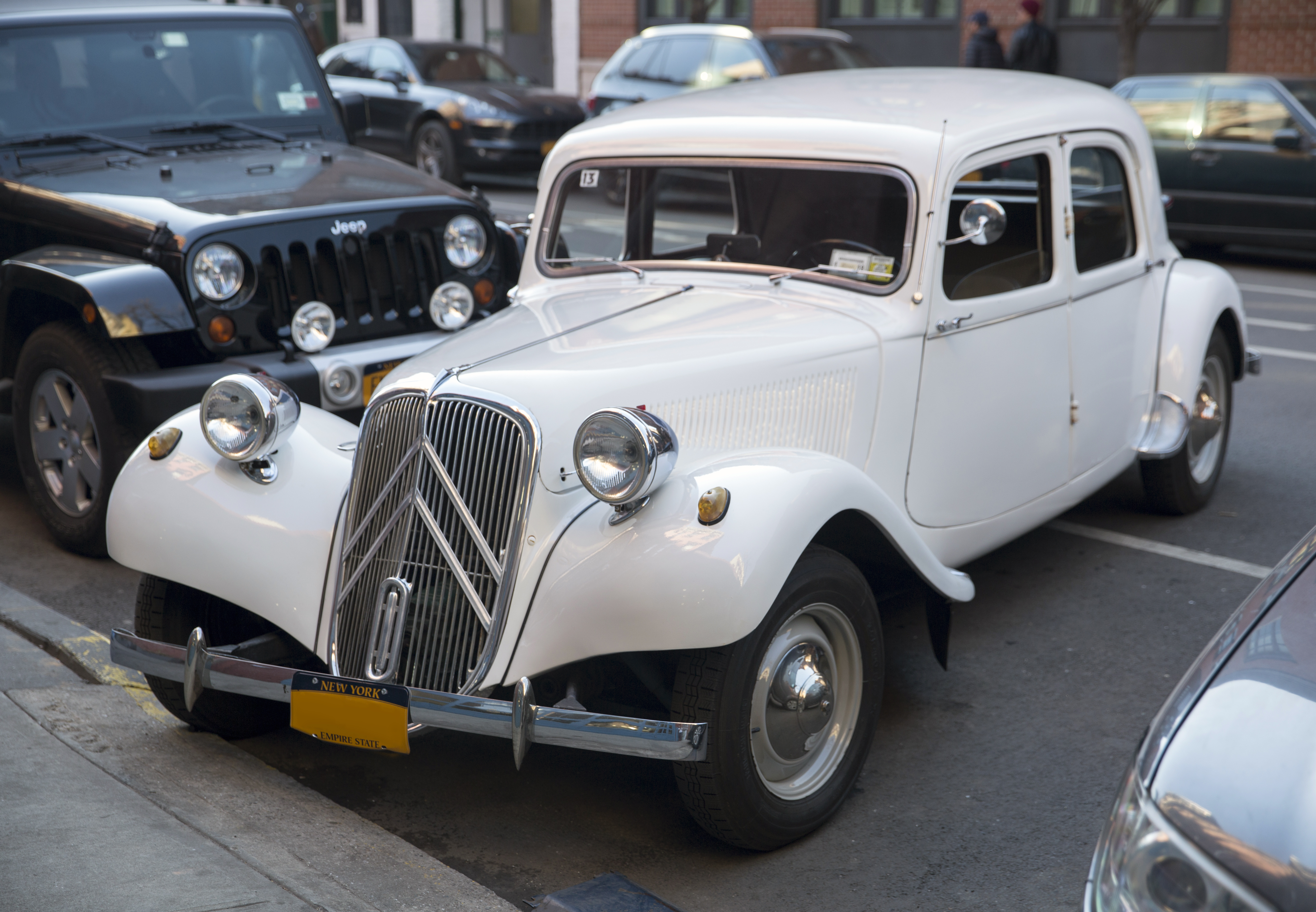
Anos 40/50 Citroën Legère/Traction Avant

Durante a ocupação alemã da França, os investidores da Citroën continuaram com o seu trabalho e desenvolveram os conceitos que mais tarde chegaram ao mercado pelos modelos 2CV e DS. Estes foram largamente criticados pelos jornalistas contemporâneos como radicais e até mesmo como soluções avant garde para o design automóvel.
Isto iniciou um estranho período de lealdade à marca, normalmente visto apenas num nicho do mercado automotivo, em marcas como a Porsche e a Ferrari - o culto- uma espécie de desejo pelos carros por parte dos Citroënistas que duraria quase duas décadas até finalmente terminar - de 1975 até cerca de 1995.
A Citroën lançou o 2CV (dois cavalos) no Paris Auto Show em 1948. Este carro tornou-se um bestseller - conseguindo alcançar o objectivo do designer de providenciar aos franceses do mundo rural um substituto motorizado do cavalo. Este carro manteve-se em produção praticamente sem alterações até 1990.

### Citroën DS

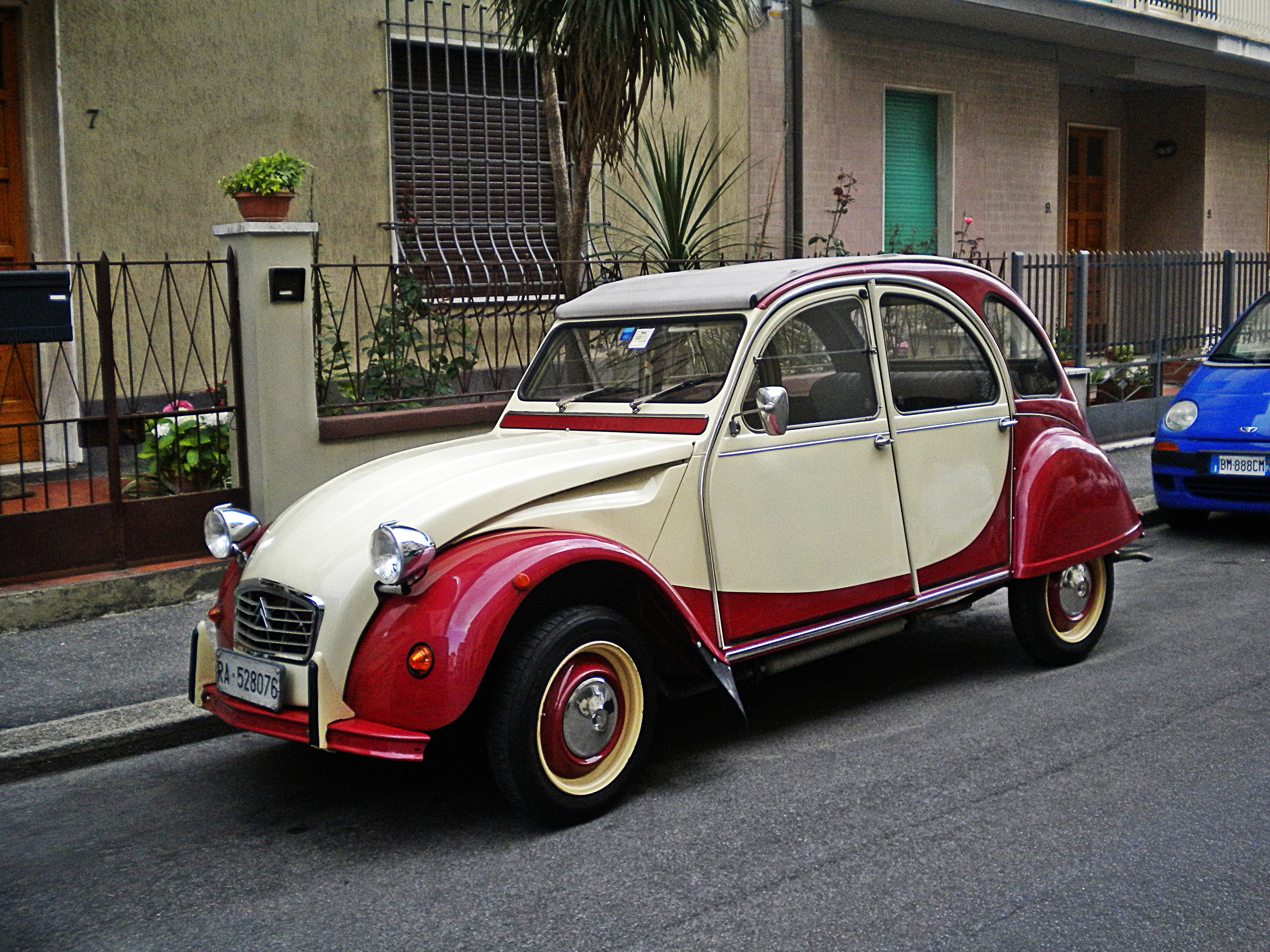
Citroën 2CV (1955)

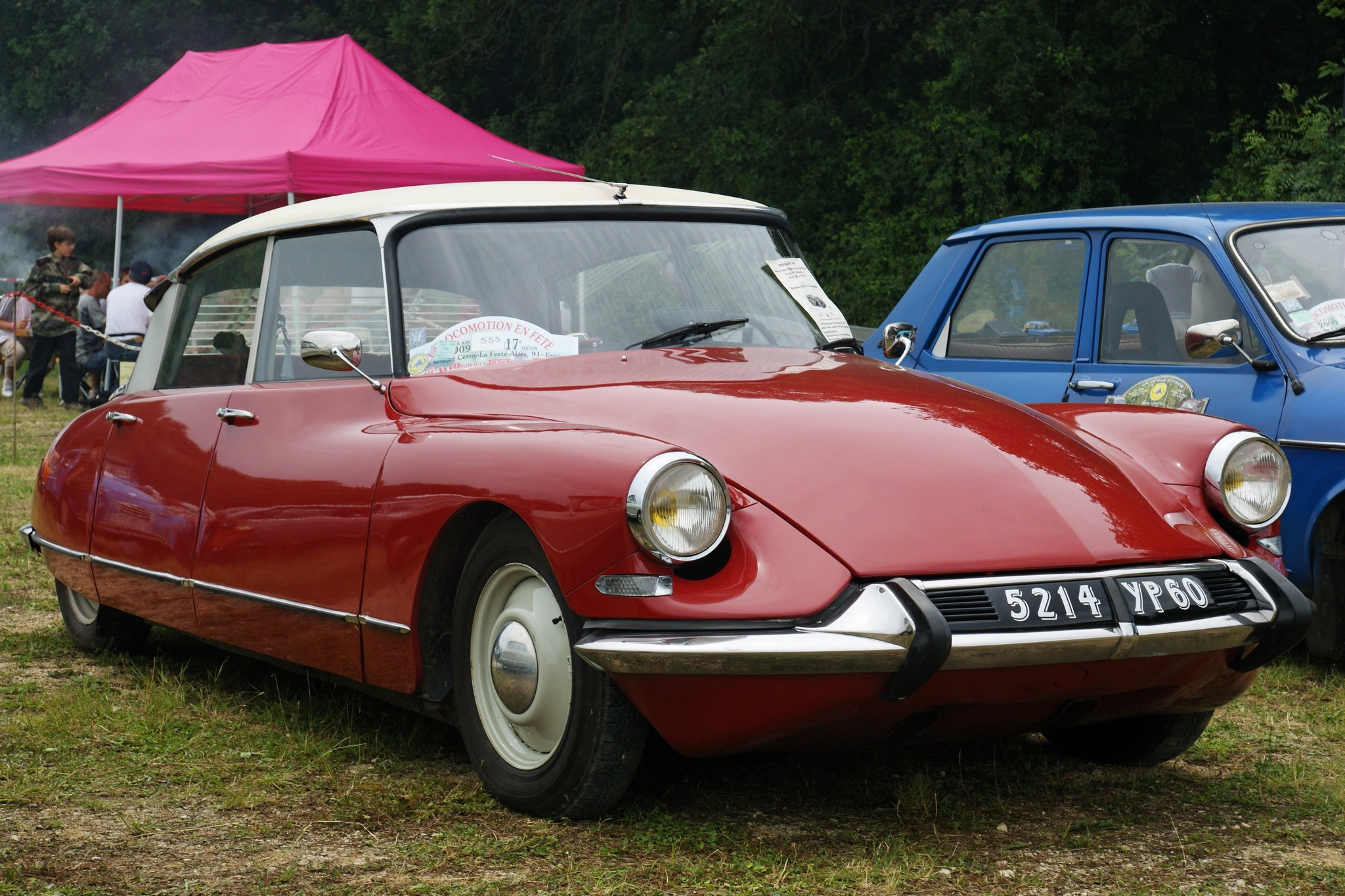
Citroën DS (boca de sapo) (1955)

O ano de 1955 assistiu à introdução do famoso Citroën DS (boca-de-sapo em Portugal), que foi o primeiro modelo a introduzir o agora famoso sistema de Suspensão hidropneumática que foi testado na suspensão traseira dos últimos modelos Traction. O DS foi o primeiro carro produzido em série com Travões de disco.
O DS apresentava direção assistida, sistema de travagem melhorado e suspensão hidropneumática. A partir de 1968 incluía também faróis direcionais, accionados por meio de um dispositivo hidráulico (os atuais modelos como o Citroën C4 e C5 vêm equipados com este sistema, atualmente digital, mas ainda um grande trunfo tecnológico da marca). Foi utilizado um sistema de alta pressão para ativar uns pistões localizados na caixa de velocidades utilizados para alternar entre as mudanças e funcionar a embraiagem na chamada "Citromatic", a versão da Citroën para uma caixa de velocidades semi-automática.
Este sistema hidráulico de alta pressão iria formar o básico de muitos Citroëns, incluindo o SM, GS, CX, BX, XM, Xantia e C5. A Maserati beneficiou desse sistema em vários modelos: embraiagem hidráulica (Bora), travões (Bora, Merak), e o protótipo Quattroporte II, que não era mais do que um Citroën SM de quatro lugares por debaixo da pele.
A partir do ano de 2009, para celebrar os 90 anos da marca, a Citroën ressurge com a nova linha DS, com os modelos DS3 DS4 e DS5, a mesma ainda pretende fazer um SUV e um sedã da nova linha DS.

### Expansão

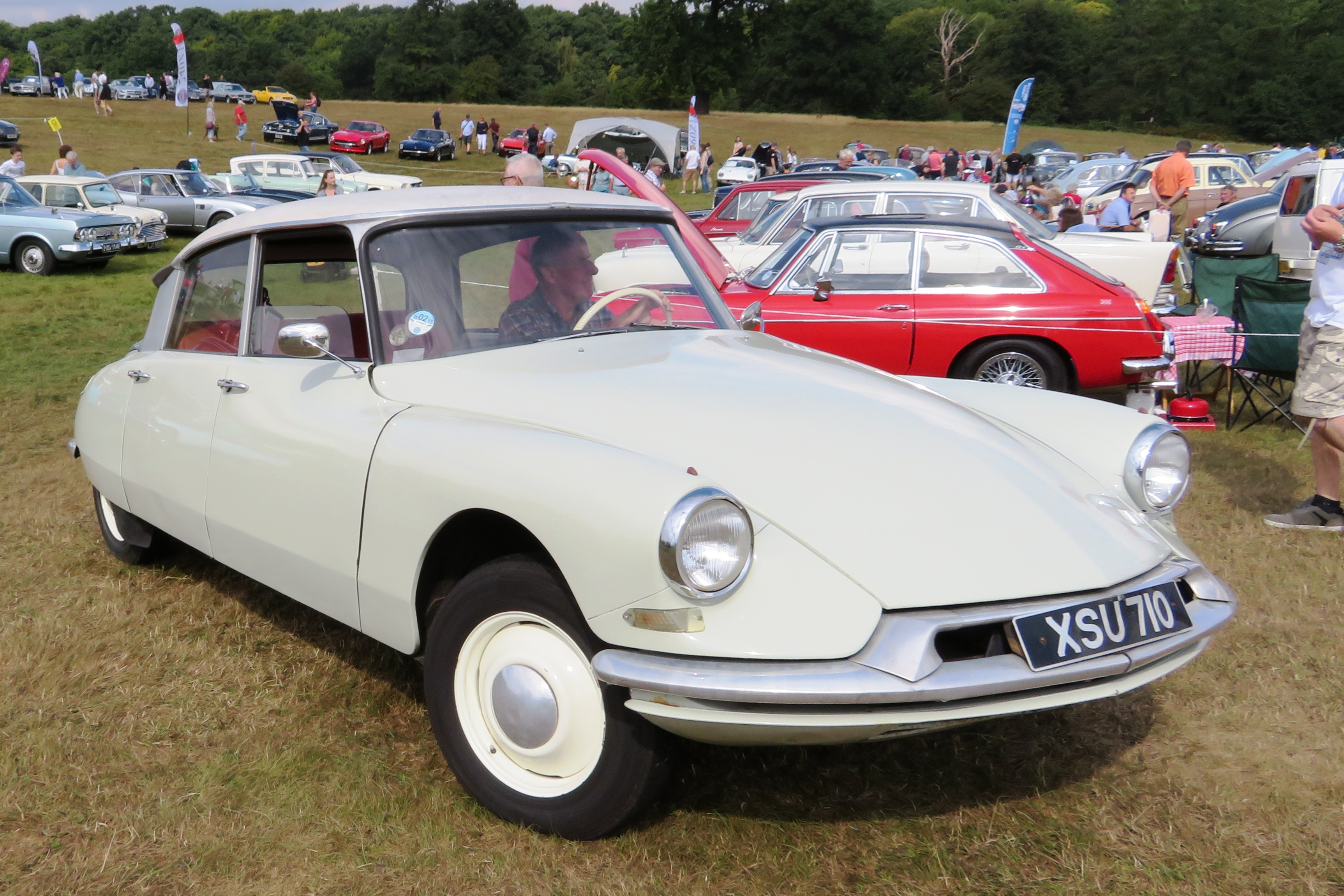
Citroën ID de 1962

Em 1963, a Citroën negociou com a Peugeot para cooperarem na compra de material e equipamento não processado. As negociações terminaram em 1965.
Nesse mesmo ano a Citroën tomou posse da marca francesa Panhard na esperança de utilizar a experiência da Panhard nos modelos de tamanho médio, de modo a completar a sua gama de carros pequenos e baratos (e.g. 2CV/Ami) e os grandes e caros (e.g. DS/ID). A cooperação entre as duas companhias havia começado 12 anos antes, com uma fusão dos seus grupos de vendas em 1953. A Panhard cessou a produção em 1967.
Em 1968 assistiu-se a uma reestruturação da Citroën com a entrada de um novo investidor, a Citroën SA. A companhia de pneus Michelin, detentora da maior parte das acções, vendeu 49% à Fiat, naquele que foi chamado de Acordo de Pardevi (Participation et Développement Industriels). Nesse mesmo ano a Citroën comprou a Maserati, a marca italiana de carros desportivos e lançou o desportivo/GT SM, que possuía um motor Maserati V6. O SM foi projectado para substituir o DS, um nível de investimento que não seria suportado noutras circunstâncias. A situação não era no entanto favorável, já que o SM foi banido do mercado americano em 1974, devido à crise energética de 1973.

### Período de dificuldades

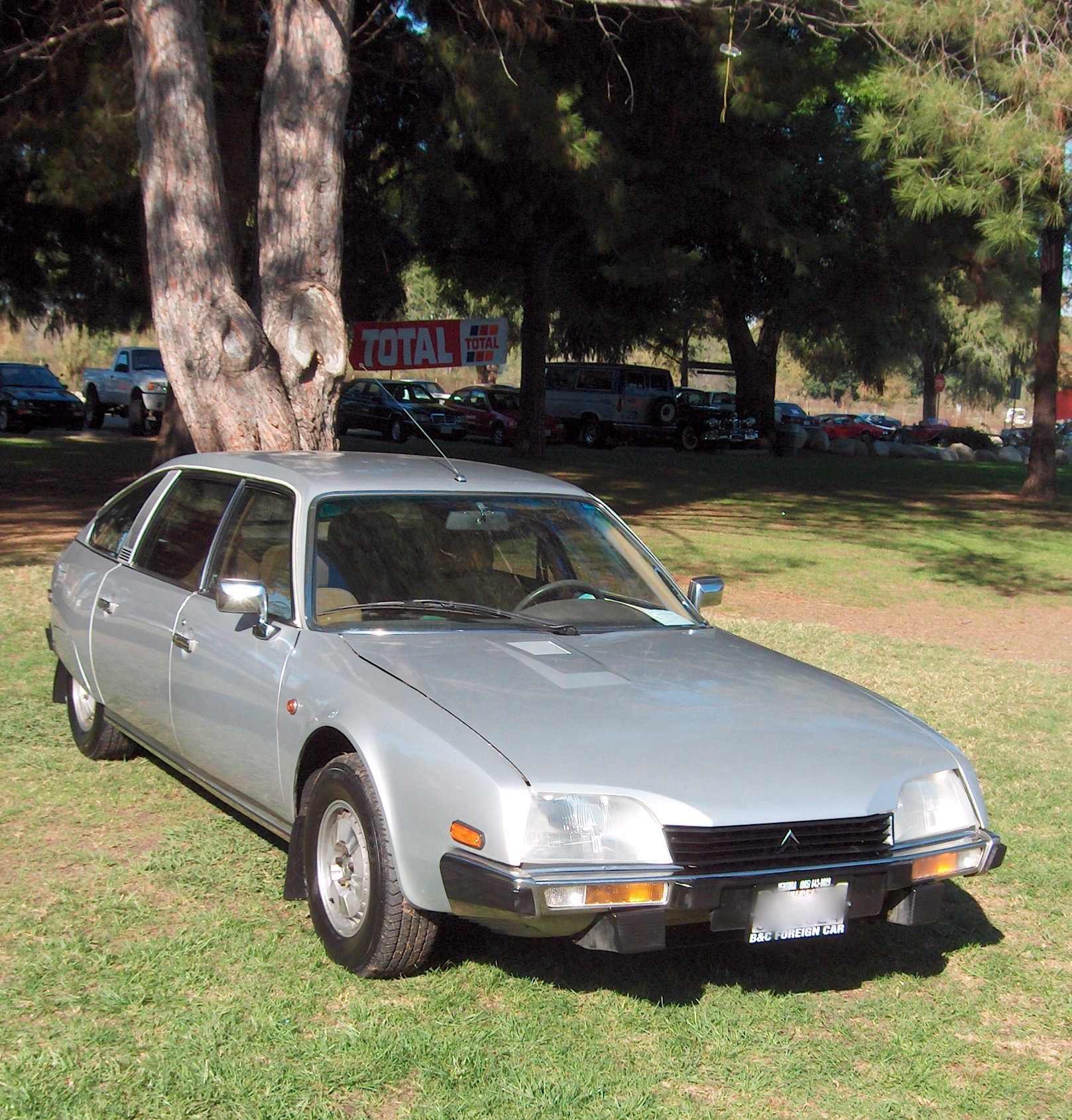
Citroën CX de 1975

Grandes perdas surgiram para a Citroën pelo fracasso do motor rotativo Comotor, mais o erro estratégico durante quinze anos (1955-1970) em que não teve um modelo rentável no setor médio do mercado Europeu, e os custos para a produção massiva dos GS, CX, SM, Birotor, Maserati Bora, Maserati Merak, e Maserati Khamsin - cada um uma maravilha tecnológica.
A Citroën estava fraca e incapaz de lutar contra a queda do mercado automobilístico que acompanhou o embargo do petróleo em 1973; em 1973 a FIAT retirou-se do Acordo de PARDEVI e devolveu a fatia de 49% das ações à Michelin. Este era um sinal ameaçador do que ainda estaria para vir, e em menos de um ano a Citroën estava na falência. O Governo Francês receou despedimentos em massa e arranjou negociações entre a Michelin e a Peugeot, onde ficou decidido que haveria uma fusão entre a Automobiles Citroën e a Automobiles Peugeot numa única companhia. Em 1974 a Peugeot comprou  38,2% da Citroën e tornou-se responsável pela gestão das atividades conjuntas, em particular da pesquisa, compras e departamentos de investigação.
A Peugeot viria a vender a Maserati a DeTomaso em Maio de 1975, e a marca italiana rapidamente conseguiu tirar vantagem da imagem de marca da Maserati para vender milhares de modelos do novo Bi-Turbo.

### Uma única Citroën

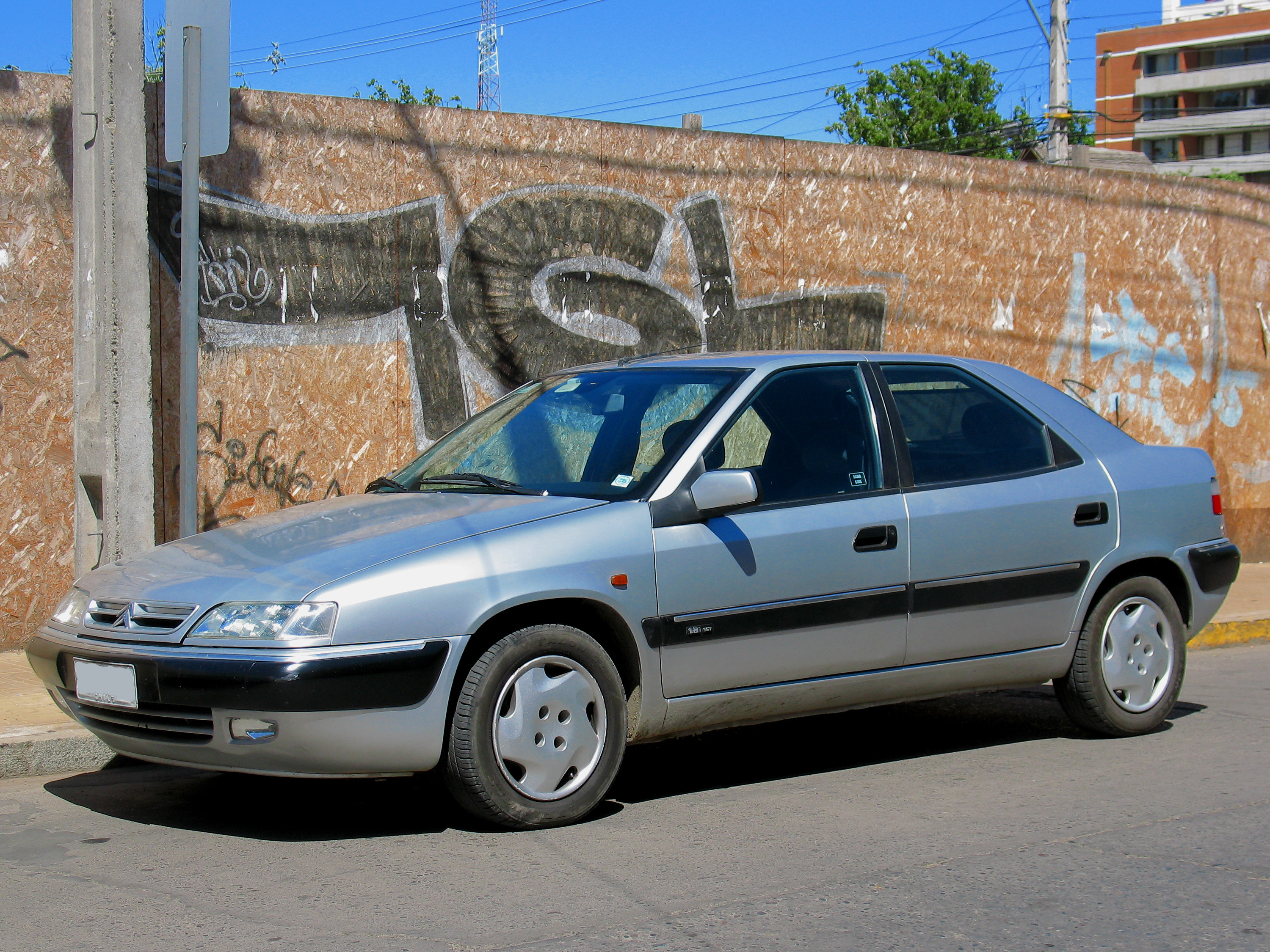
Citroën Xantia 1993, Carro do Ano em Espanha e na Italia

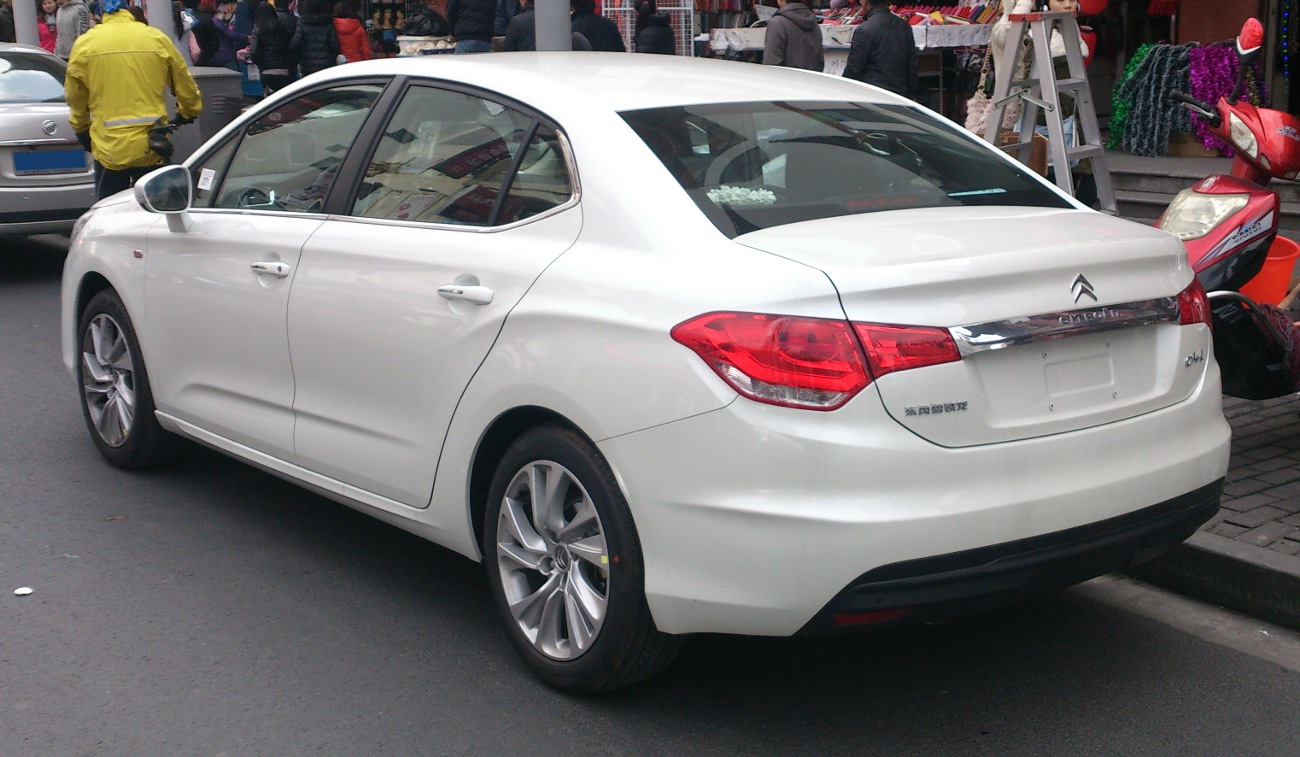
Citroën C4 Lounge premium Sedan, o Sedan mais premiado do Brasil

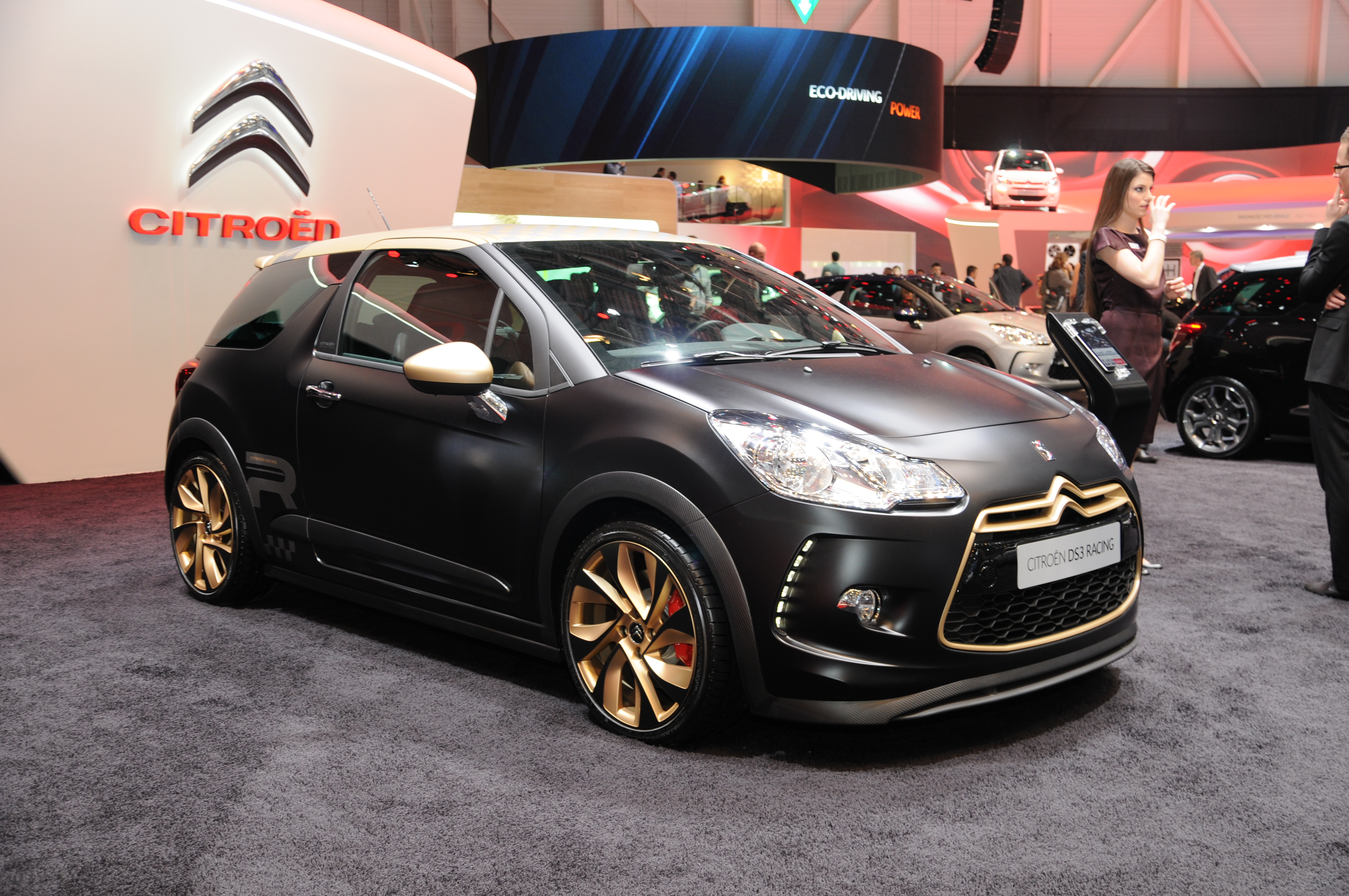
Citroën DS3, o premium carro mais vendido em sua categoria

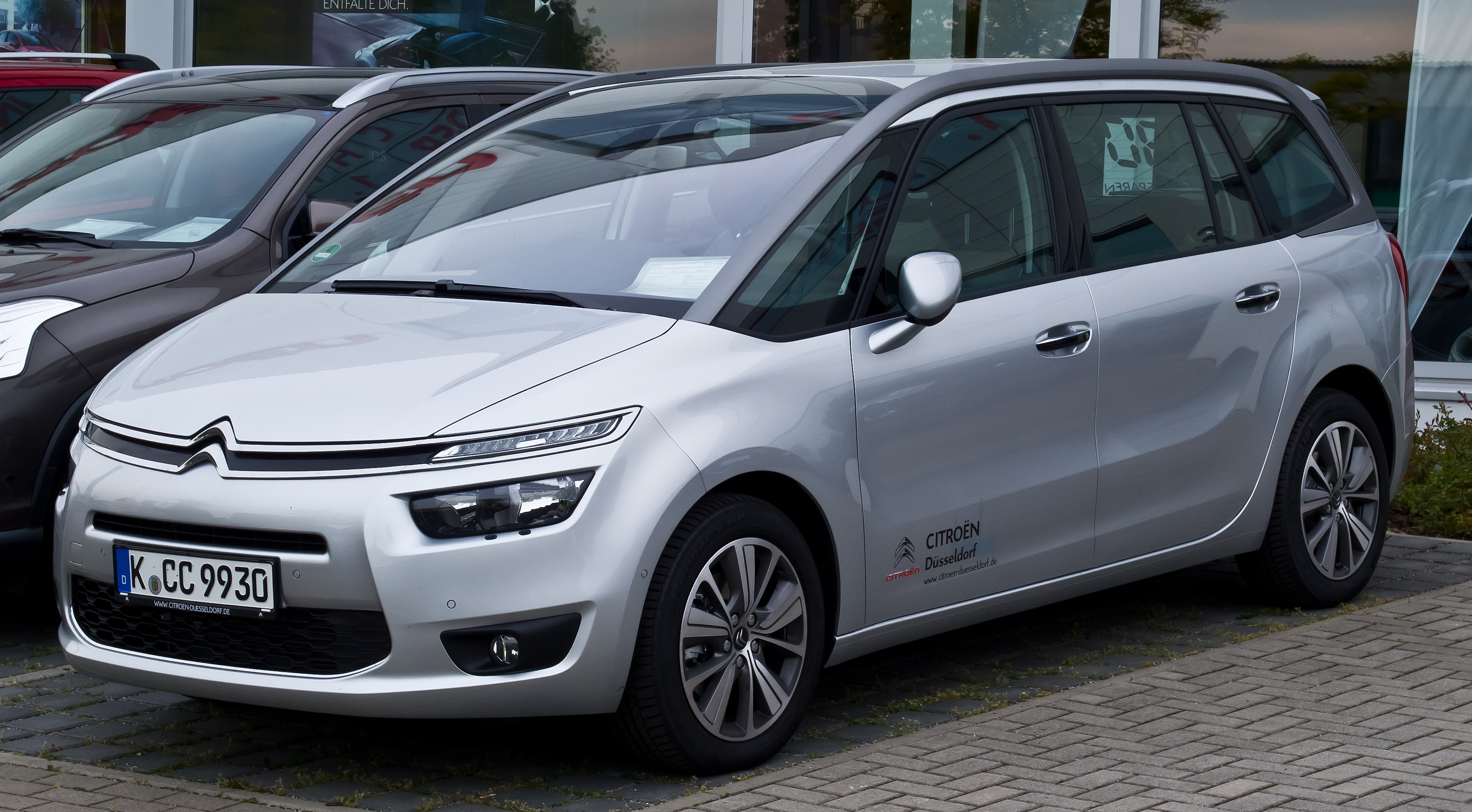
Citroën C4 Picasso, mais vendidos Monovolumes na Europa, em 2014

A concentração ficou completa em maio de 1976 quando a Peugeot SA comprou 90% da Citroën SA, e as duas companhias juntaram-se numa única, conhecida como PSA Peugeot Citroën.
Tendo em conta que a Citroën tinha dois novos modelos de sucesso no mercado na altura: o GS e o CX) e a Peugeot era prudente com as suas finanças, o grupo PSA foi um sucesso financeiro desde 1976 a 1979. A PSA comprou então ações da Chrysler Europa, resultando em perdas para o grupo de 1980 a 1985.
O grupo PSA eliminou gradualmente a atitude ambiciosa da Citroën, dando maior ênfase à engenharia e estilo, num esforço para um reposicionamento da marca. Nos anos 80, os modelos Citroën eram cada vez mais baseados em Peugeot. O BX de 1982 usava o sistema de suspensão hidropneumático e ainda tinha uma aparência "Citroënesca", apesar de utilizar um motor derivado dos Peugeot e de usar uma planta mais tarde vista no Peugeot 405. No fim dos anos 80, muitos dos pontos distintos da marca sofreram um atraso - o AX GT, por exemplo, foi comentado por jornalistas contemporâneos como sendo um carro de muito má condução - algo não normal para a marca.
A Citroën expandiu-se para muitos novos mercados geográficos. No fim dos anos 70, a marca desenvolveu um pequeno carro para a produção na Romênia conhecido como o Oltcit, que foi comercializado na Europa Ocidental com o nome de Citroën Axel. Uma joint-venture entre a Citroën, a Peugeot, e a Toyota está agora a produzir carros como o Citroën C1 na República Checa. Em China o C3 e o Xsara são vendidos lado a lado com o ZX Fukang e o Elysée (modelos locais). A Citroën continua a ser uma marca mundial, exceto na América do Norte, onde os carros saíram em 1974.
Neste momento podemos verificar que a Citroën atingiu uma posição estável em termos financeiros, garantindo espaço para o seu design dentro da PSA, recuperando de uma situação de alguma falta de identidade, que começou em 1991-1992 durando até cerca de 1999, onde surgiram alguns modelos como o ZX, Xsara, C5, que apesar de serem carros bonitos, não possuíam alguma da loucura que caracterizava os carros da Citroën. A Citroen tenta colocar-se novamente como uma referência em termos de design e qualidade, tendo como exemplo a nova linha DS, com os novos DS3, DS4 e DS5.

### Entrando no século XXI

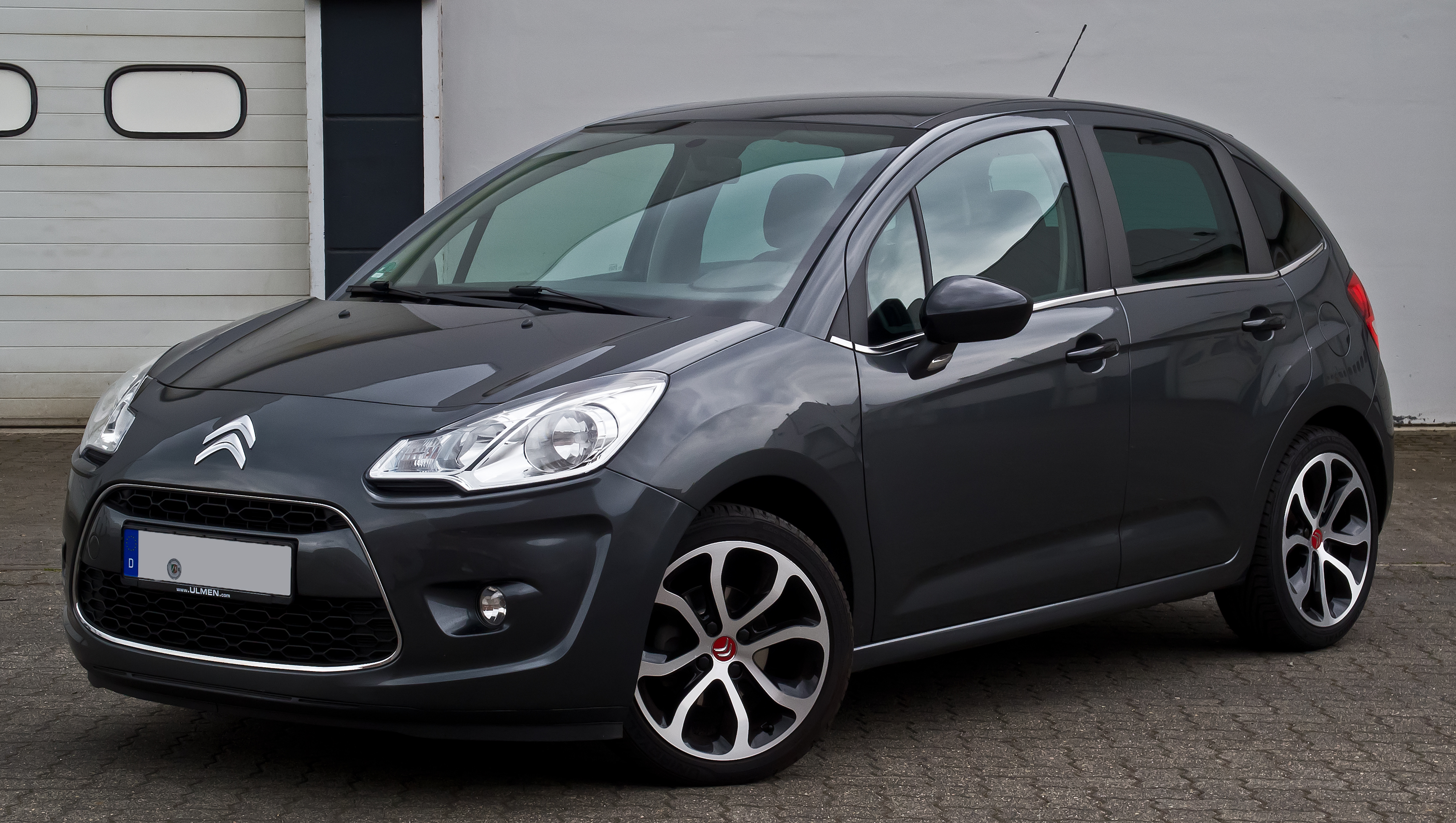
Citroën C3

O versátil 2CV saiu em 1990 sem substituto. Marcas como a Chrysler com o PT Cruiser, a Toyota com o Scion xB, e a Honda com o Element reconheceram o conceito do 2CV.
Após lançar alguns modelos estranhos (embora eficientes) durante os anos 90, a PSA levou a Citroën a redescobrir sua tradição em inovação, com novos modelos como o Citroën C2, Citroën C3, Citroën C4, e o Citroën C6.
A substituição do XM foi o C6.
Em 2002, lançou o Citroën C3 e um ano mais tarde o C2, os dois substituindo o Saxo. O C3 é um pequeno familiar de 5 portas, enquanto que o C2, de menores dimensões e apenas 2 portas, é mais esportivo.  Em 2003, de acordo com o relatório anual oficial do grupo PSA, a Citroën vendeu 1 372 500 automóveis.
Em 2004 lançou o Citroën C4, projeto mais arrojado, característica da Citroën que se perdera nos anos 90 com o lançamento de modelos mais conservadores como o Saxo e o Zx.
A opção de um design mais arrojado por parte da Citroën é uma aposta em duas vertentes:
1. Atualmente, os seus modelos demarcam-se de toda a concorrência.
2. O projeto arrojado de hoje permitirá aos modelos Citroën parecerem bastante atuais dentro de 20 anos.

Em 2008 lançou o novo C5.
A Citroën em 2021 foi incluída, por meio da PSA, na joint-venture Stellantis.                          

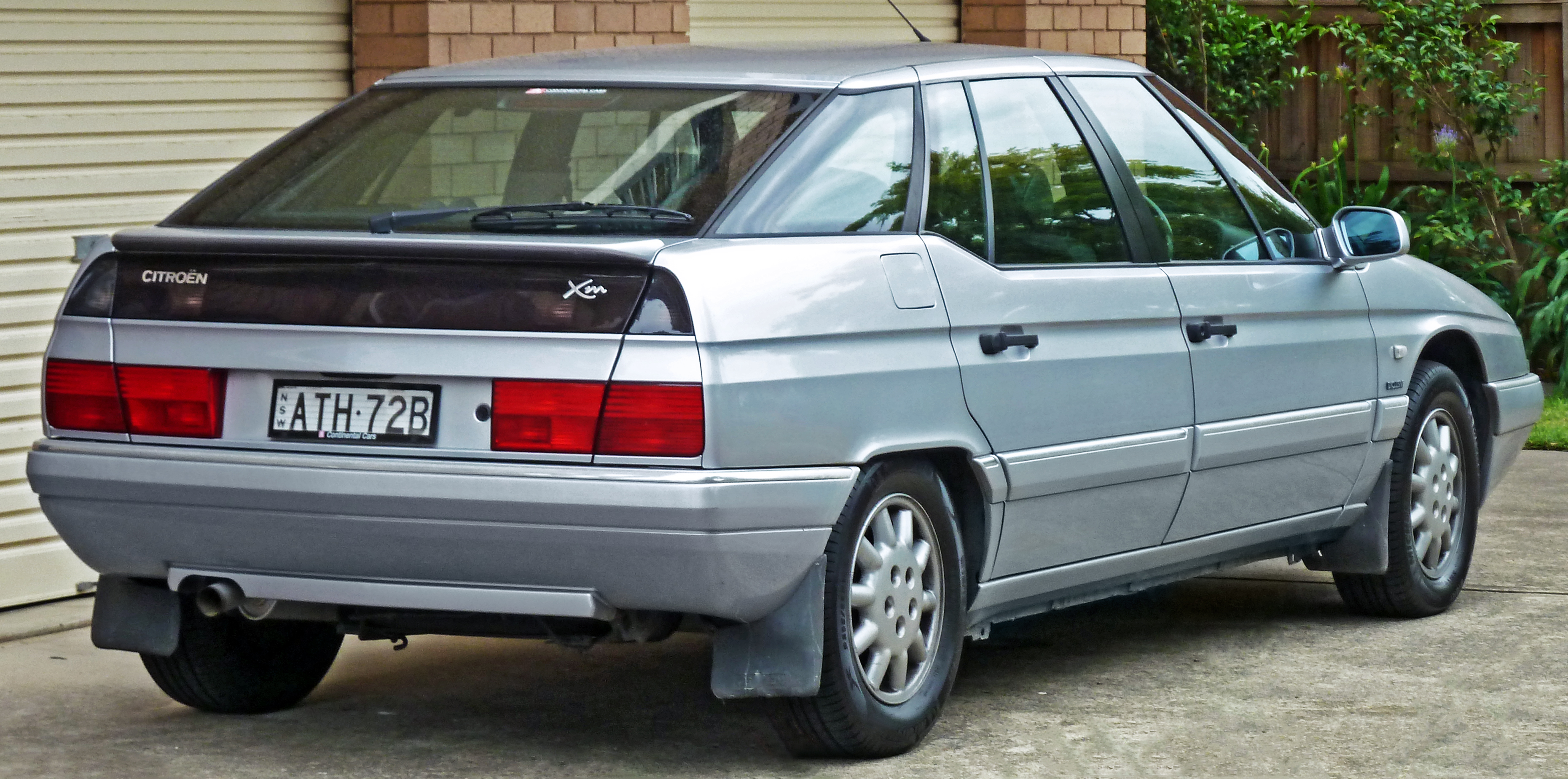
Citroën XM de 1990

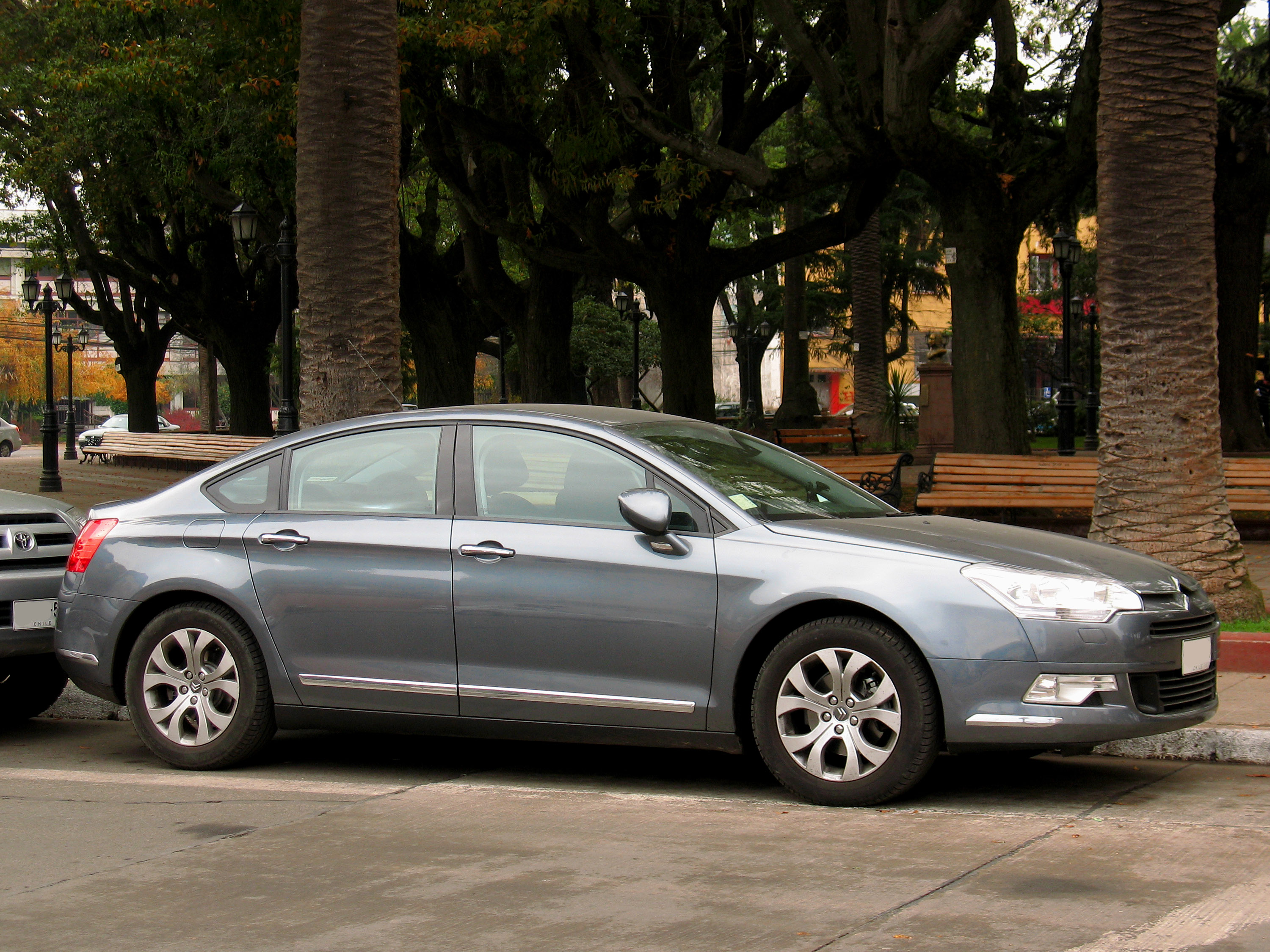
Citroën C5 de 2008

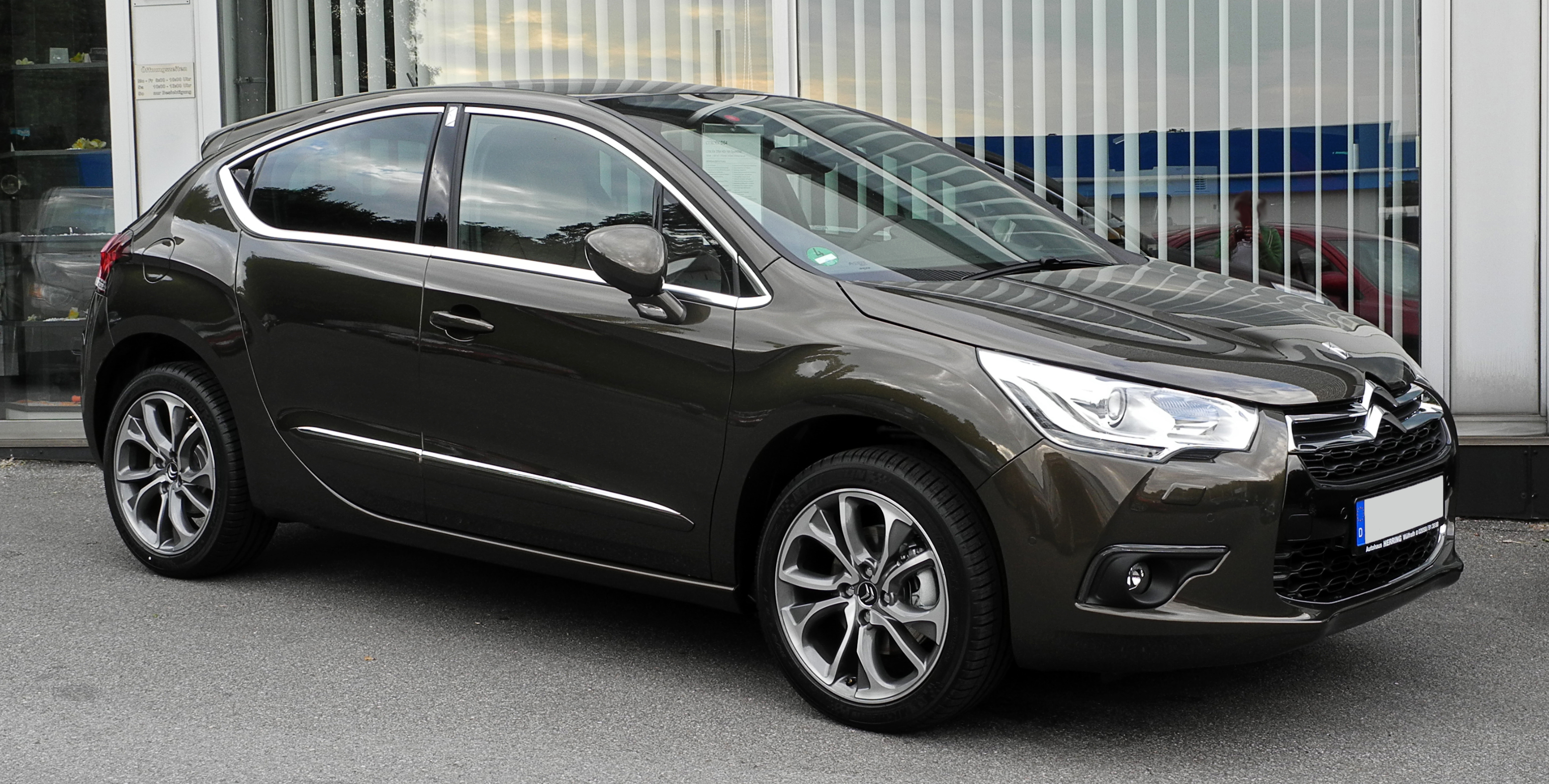
Citroën DS4 de 2011

### Carro do Ano na Europa
- 1971 – Citroën GS
- 1975 – Citroën CX
- 1990 – Citroën XM

Sete modelos também são classificados como o 2º ou o 3º lugar dos votos:
- 1971 – Citroën SM
- 1988 – Citroën AX
- 1992 – Citroën ZX
- 1994 – Citroën Xantia
- 2003 – Citroën C3
- 2005 – Citroën C4
- 2007 – Citroën C4 Picasso

### Carro do Ano em Espanha
- 1974 – Citroën GS
- 1977 – Citroën CX
- 1984 – Citroën BX
- 1988 – Citroën AX
- 1992 – Citroën ZX
- 1994 – Citroën Xantia*
- 2003 – Citroën C3
- 2004 – Citroën C2
- 2009 – Citroën C5
- 2015 – Citroën C4 Cactus[5]

(*) : O resultado foi empate com o Renault Twingo, o Twingo venceu o troféu em 1994.

### Carro do Ano na Itália
- 1990 – Citroën XM[1]
- 1992 – Citroën ZX[1]
- 1994 – Citroën Xantia[1]
- 2001 – Citroën Xsara Picasso[1]
- 2002 – Citroën C5[1]
- 2003 – Citroën C3[1]
- 2005 – Citroën C4[1]
- 2012 – Citroën DS4[1]

### Carro do Ano na Irlanda
- 1998 – Citroën Xsara
- 2009 – Citroën C5
- 2014 – Citroën C4 Picasso

## Carros-conceito
- Citroën Traction Avant 22 CV
- Citroën G Van
- Citroën Prototype C
- Citroën C-60
- Citroën Project F
- Citroën Mini-Zup (1972)
- Citroën GS Camargue (1972)
- Citroën 2CV Pop (1973)
- Citroën Prototype Y
- Citroën C44 (1980)
- Citroën Karin (1980)
- Citroën Xenia (1981)
- Citroën Eco 2000 (1984)
- Citroën Eole (1986)
- Citroën Zabrus (1986)
- Citroën Activa (1988)
- Citroën Activa II (1990)
- Citroen AX14KD (89-91)
- Citroen AX14BD (track edition)
- Citroën Citela (1992)
- Citroën Xanae (1994)
- Citroën Osmose
- Citroën Tulip (1995)
- Citroën C3 Lumière (1998)
- Citroën C6 Lignage (1999)
- Citroën Osée
- Citroën Démonstrateur Pluriel (1999)
- Citroën C-Crosser (2001)
- Citroën C-Airdream (2002)
- Citroën C-Airlounge (2003)
- Citroën C-SportLounge (2005)
- Citroën C-Airplay (2005)
- Citroën C-Buggy (2006)
- Citroën C-3 (2006)
- Citroën C-Métisse (2006)
- Citroën C-Cactus (2007)
- GT by Citroën (2008)
- Citroën Hypnos (2008)
- Citroën DS Inside (2009)
- Citroën Revolte (2009)
- Citroën Metropolis (2010)
- Citroën Survolt (2010)
- Citroën Lacoste (2010)
- Citroën Taranis (2011)
- Citroën E-3POD Antistatic (2011)
- Citroën Tubik (2011)
- Citroën Numéro 9 (2012)
- Citroën DS Divine (2014)

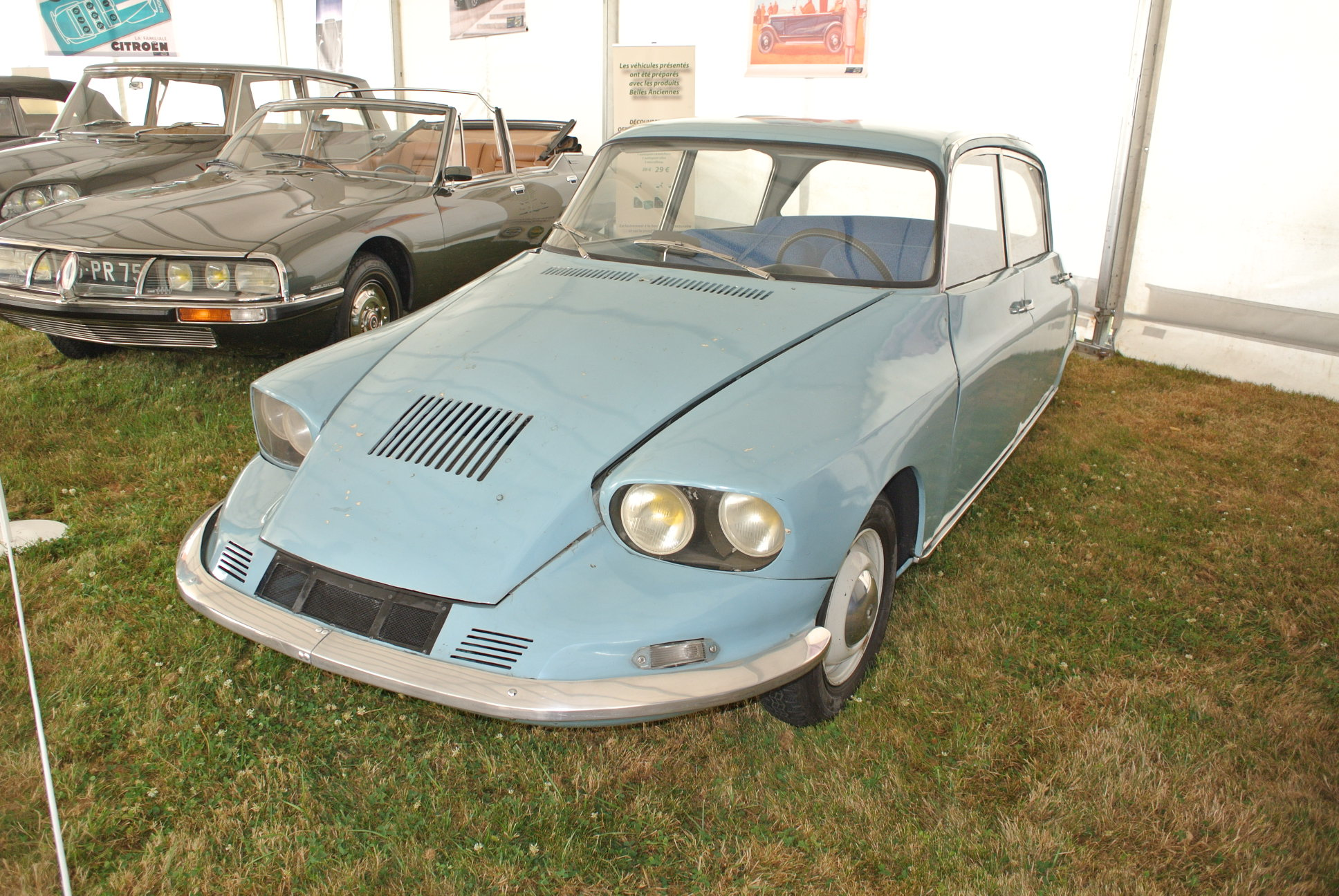
Citroën C60
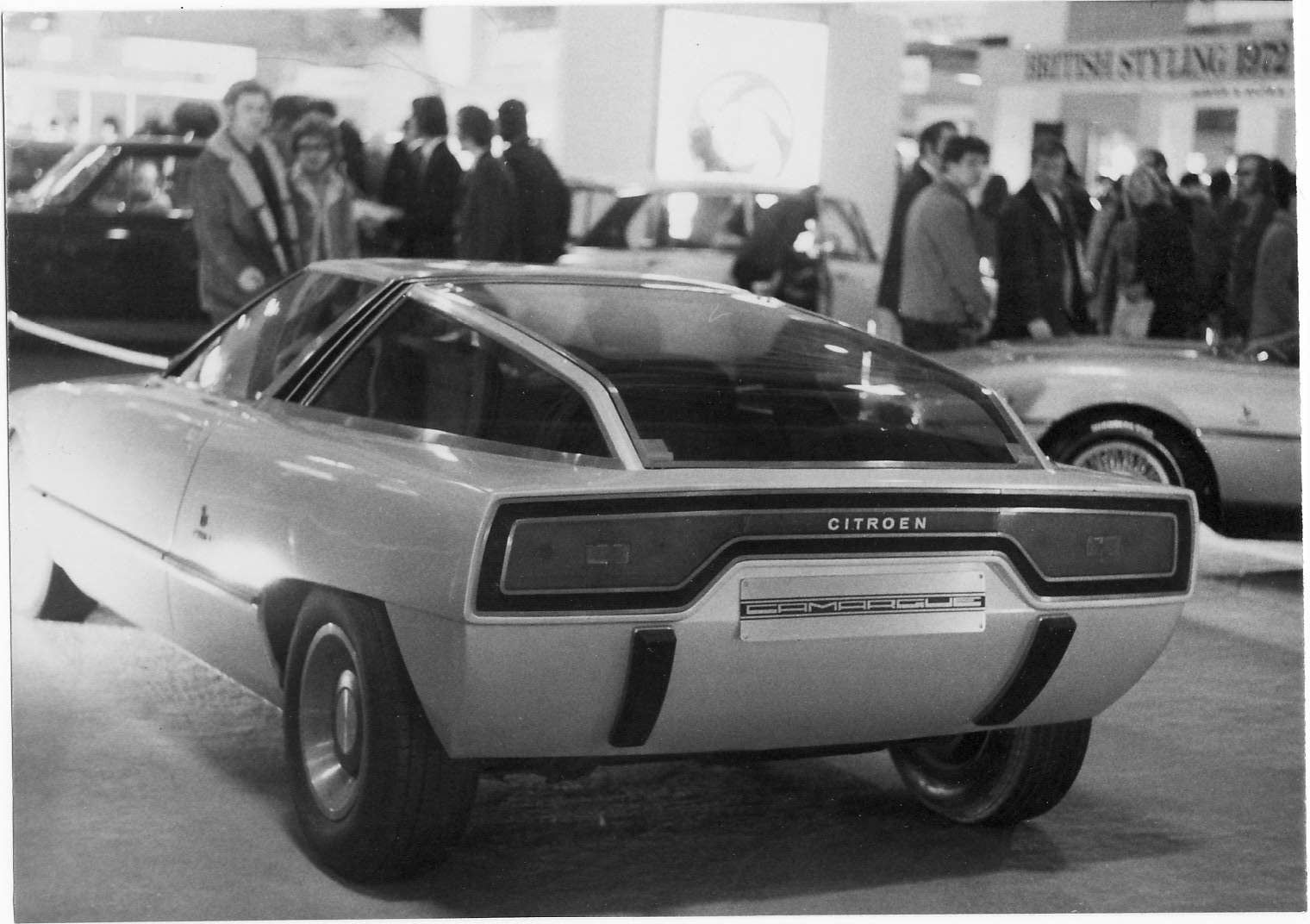
Citroën GS Camargue
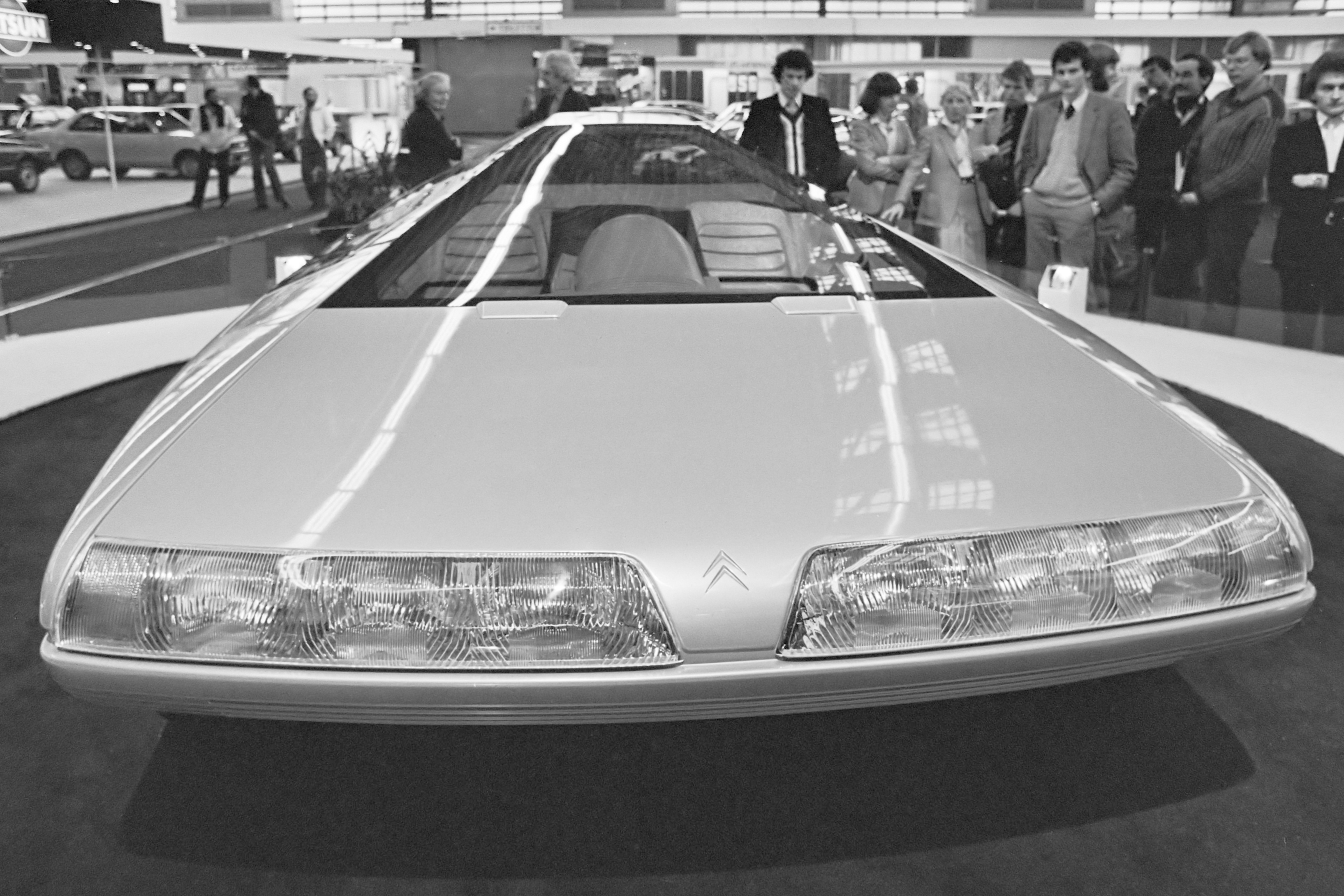
Citroën Karin
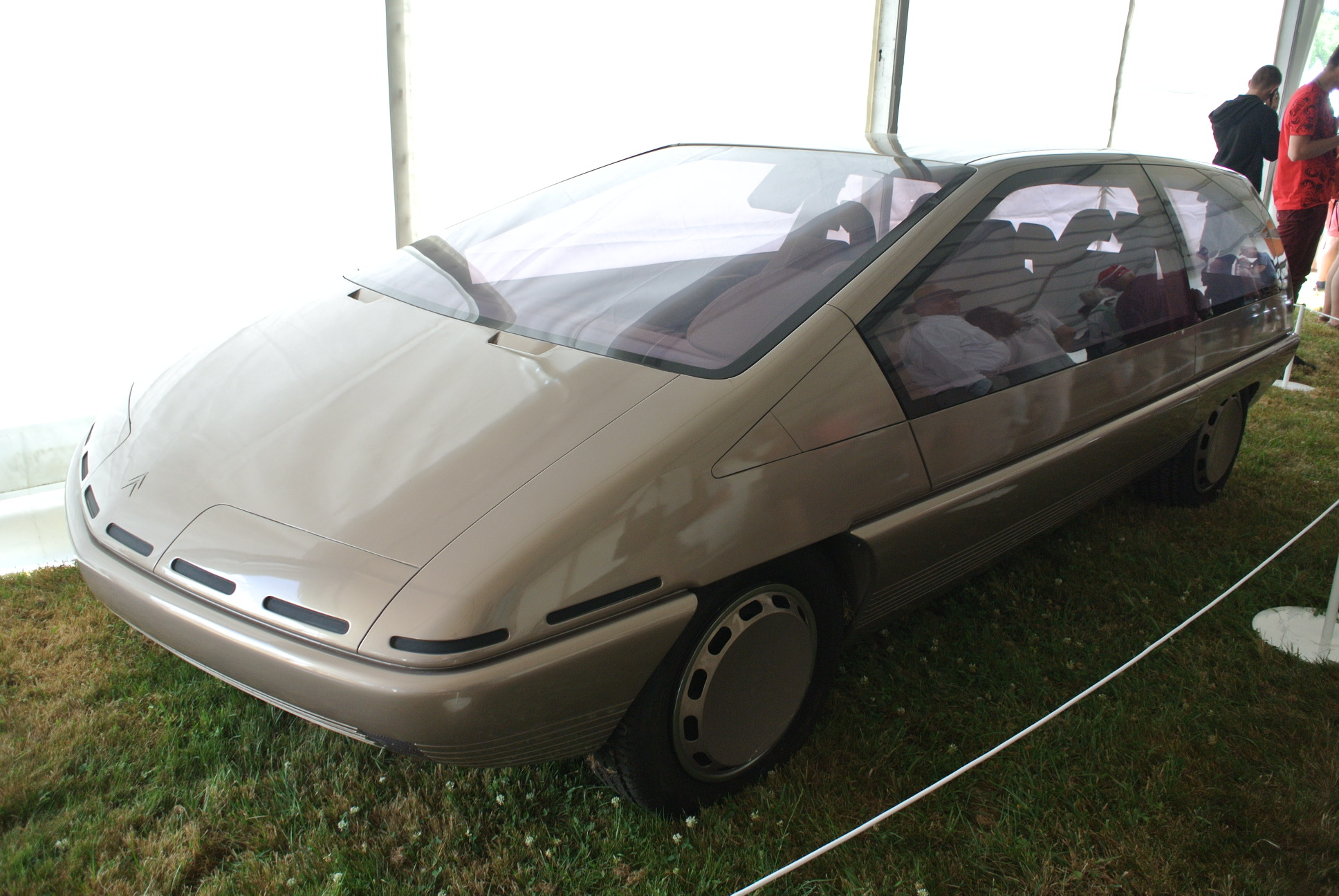
Citroën Xenia
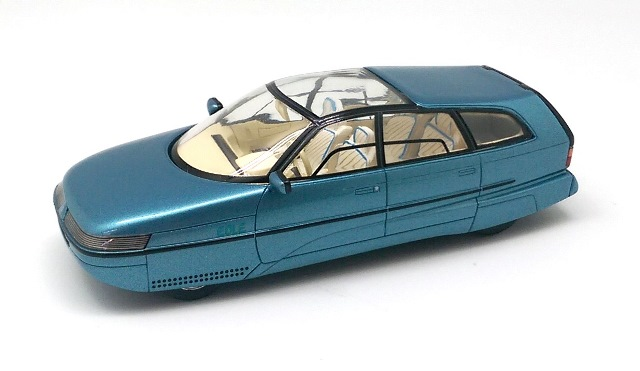
Citroën Eole
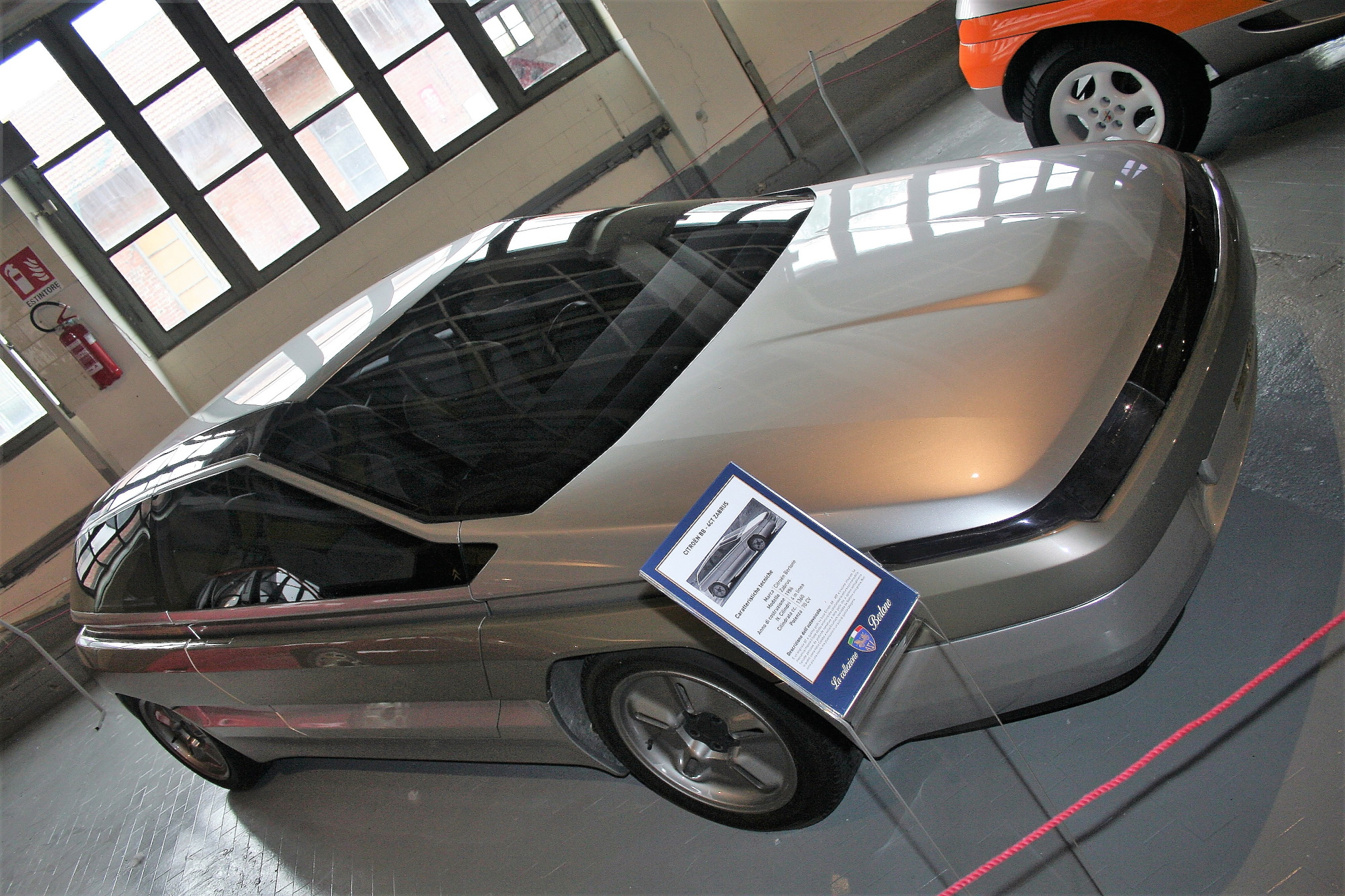
Citroën Zabrus
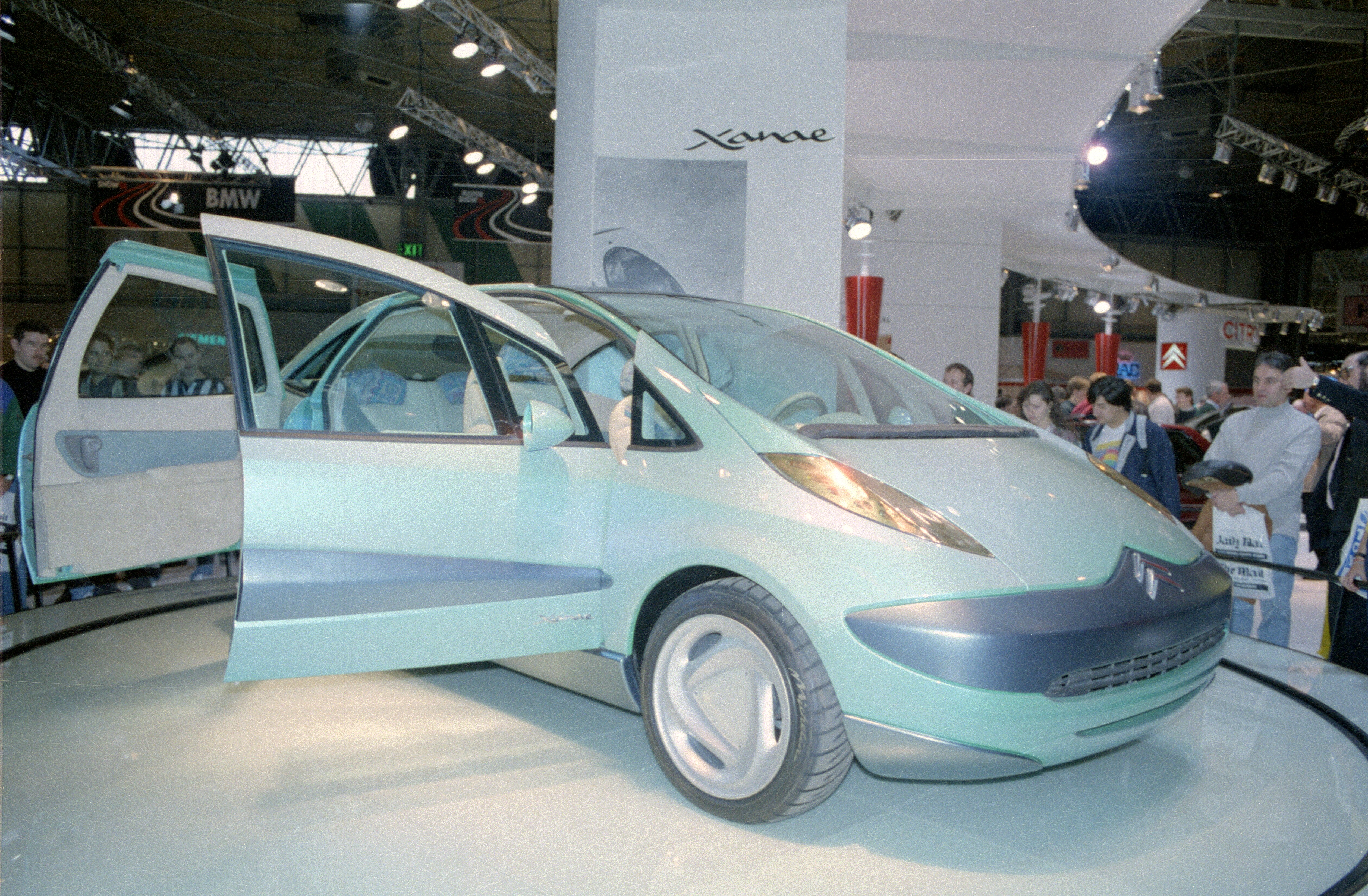
Citroën Xanae
Citroën Osée
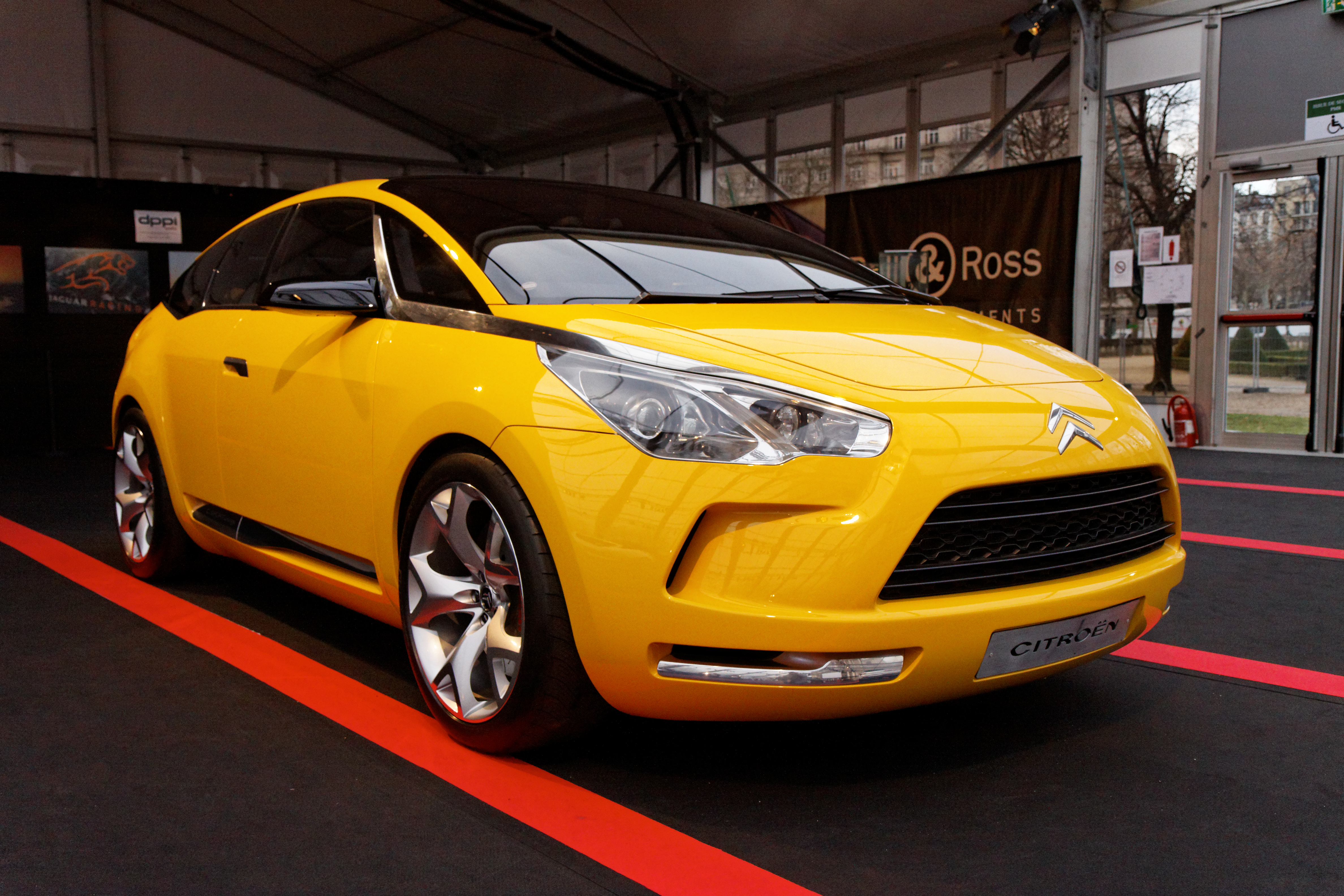
Citroën C-SportLounge
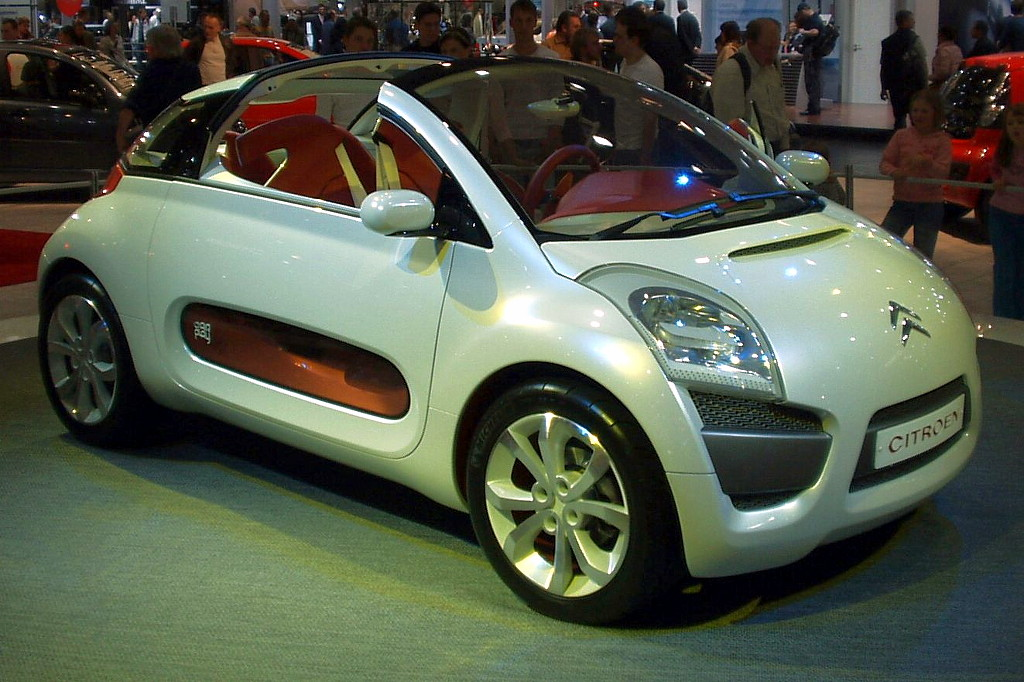
Citroën C-Airplay
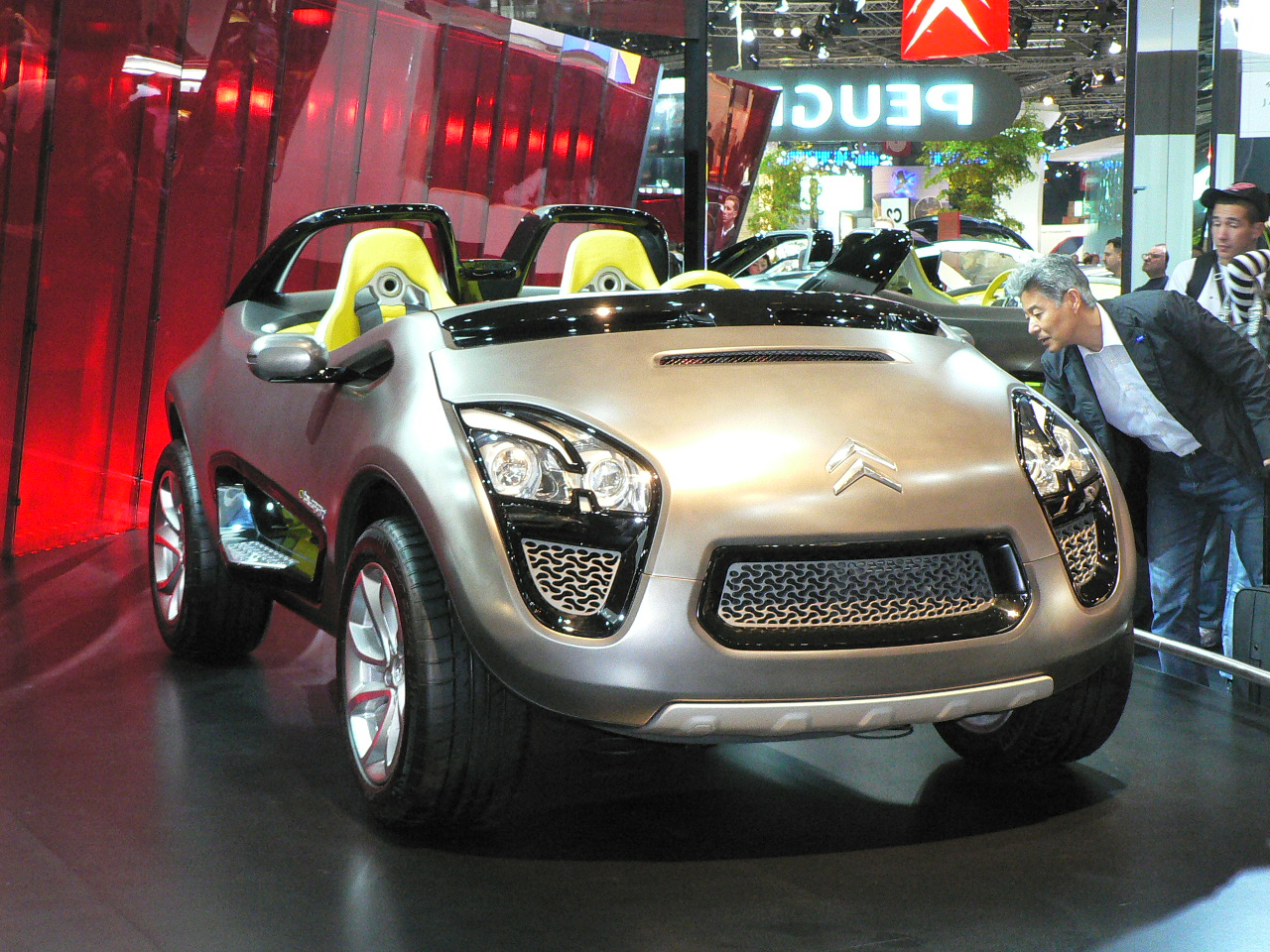
Citroën C-Buggy
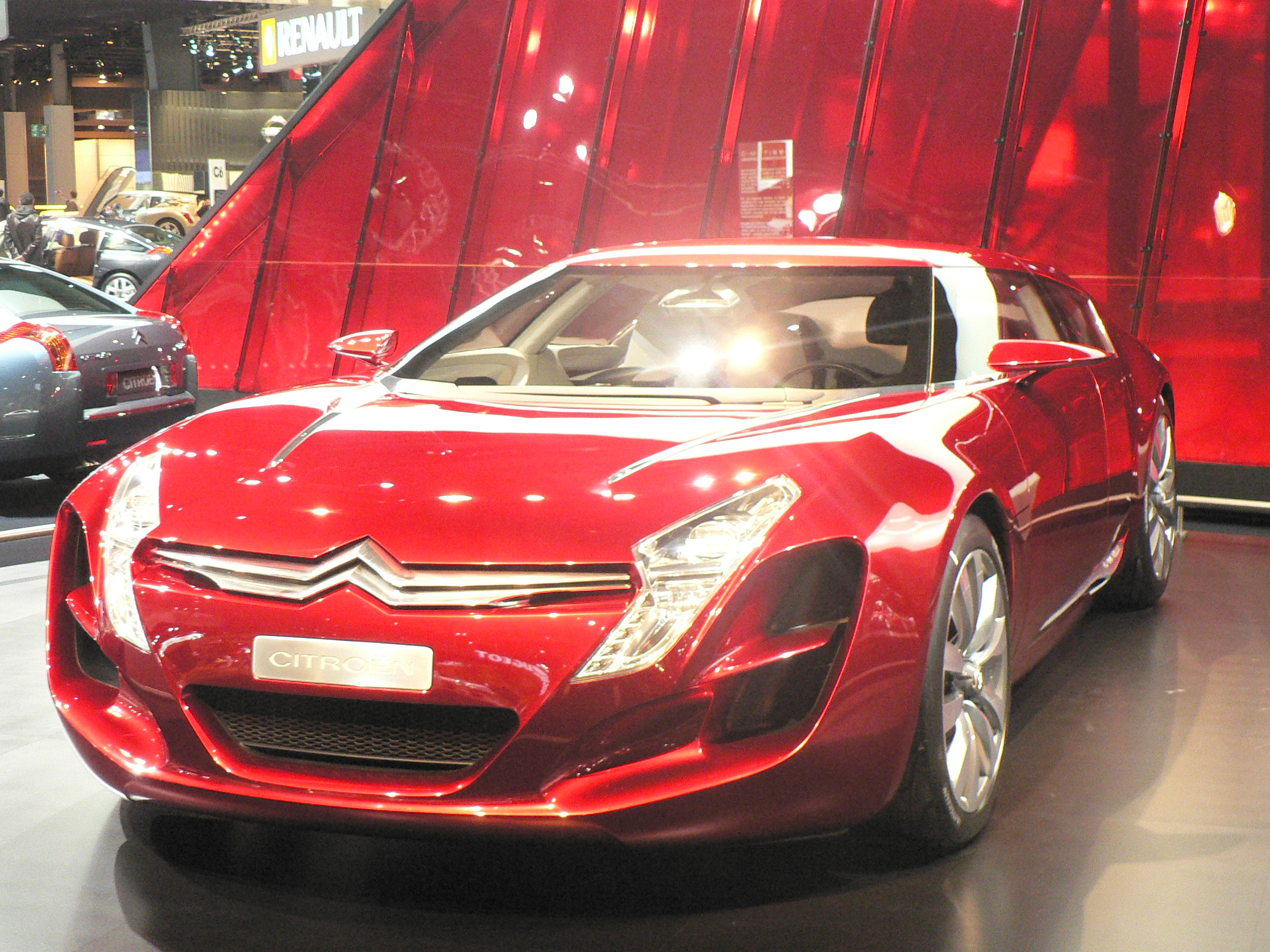
Citroën C-Metisse
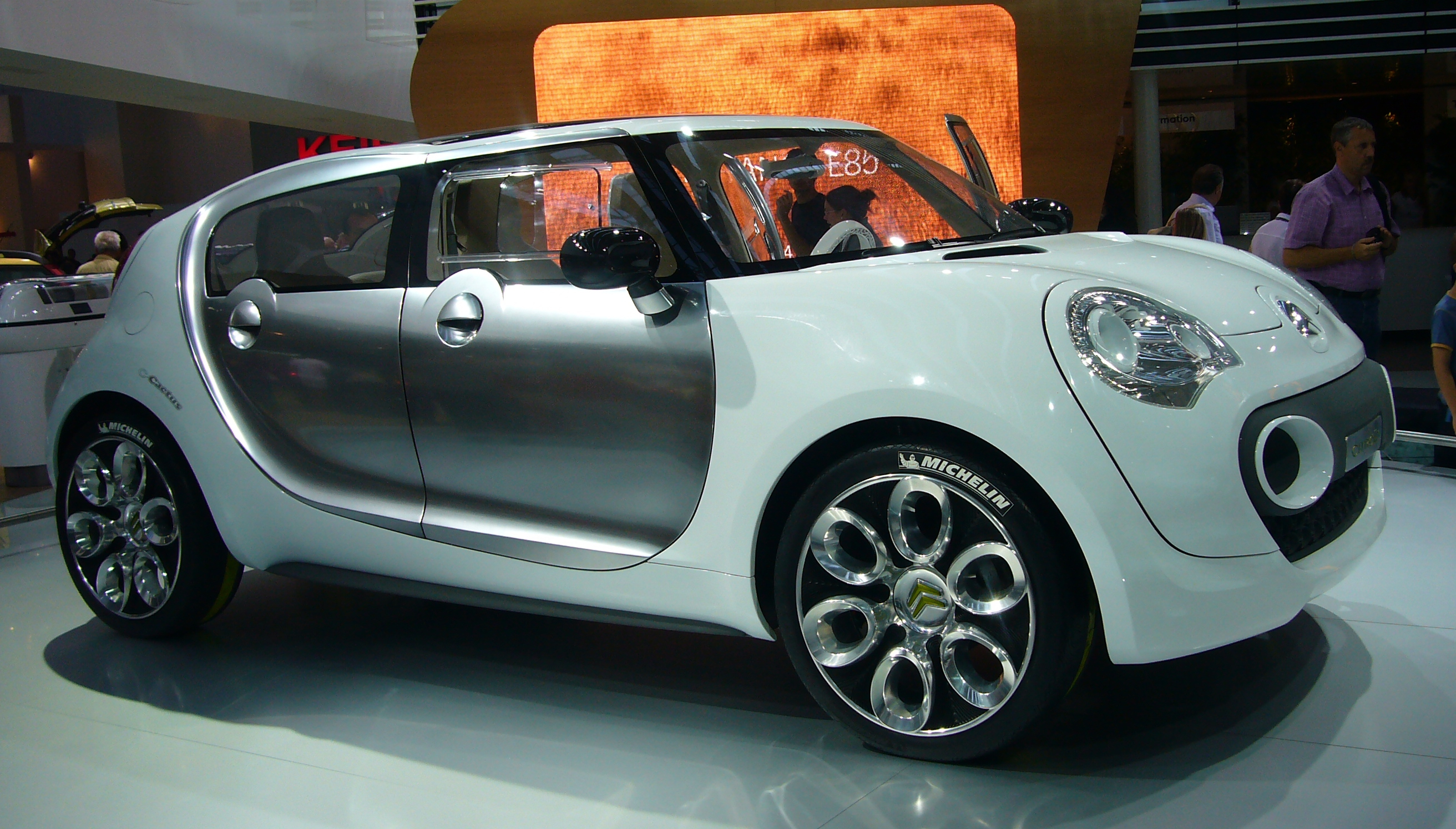
Citroën C-Cactus
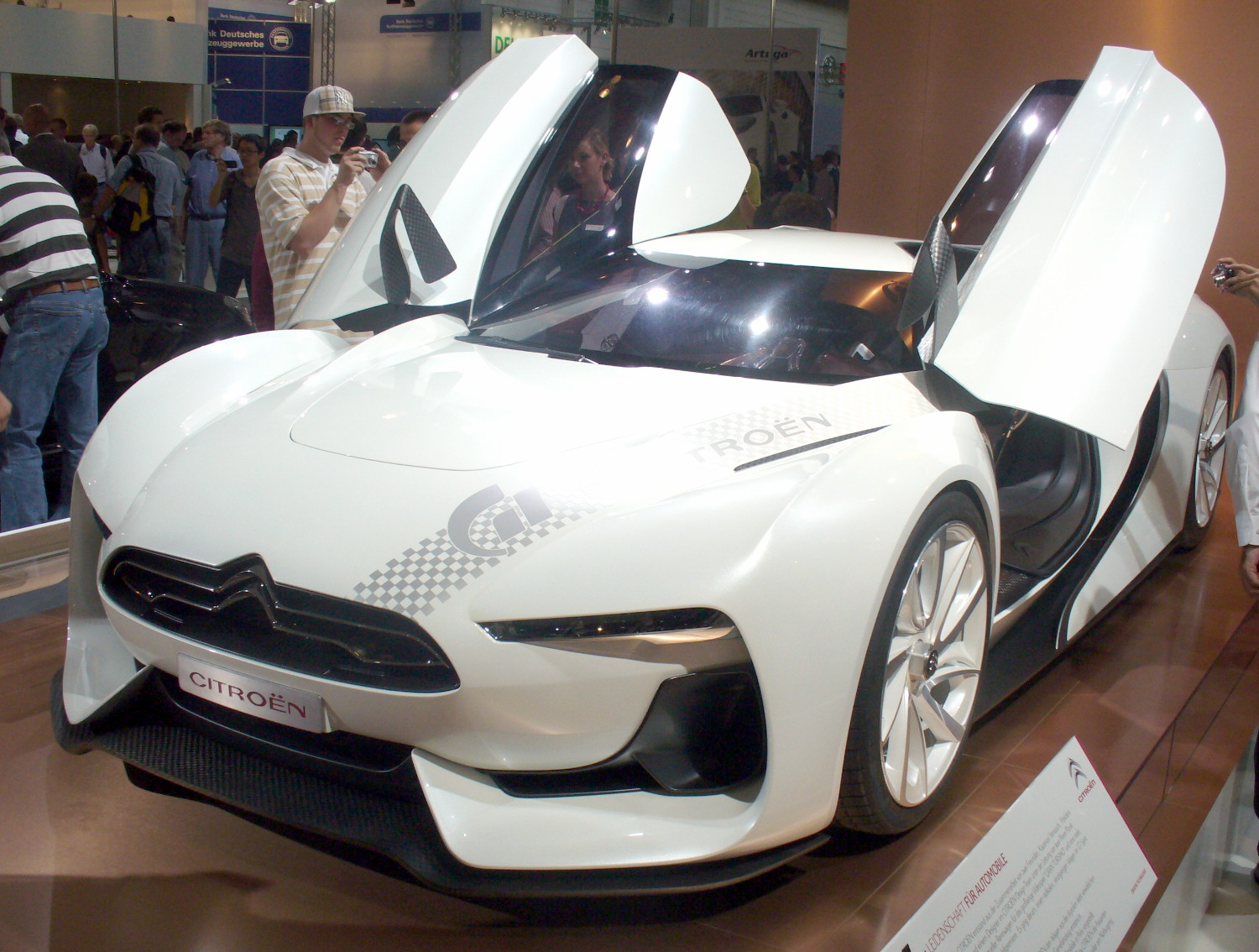
Citroën GT
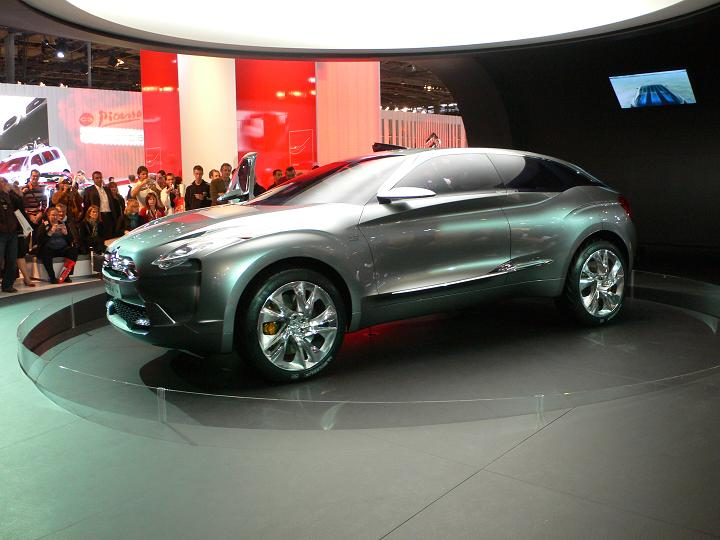
Citroën Hypnos
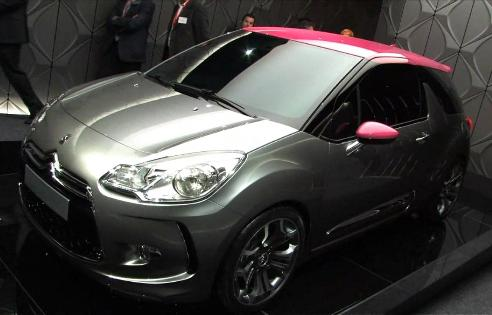
Citroën DS Inside
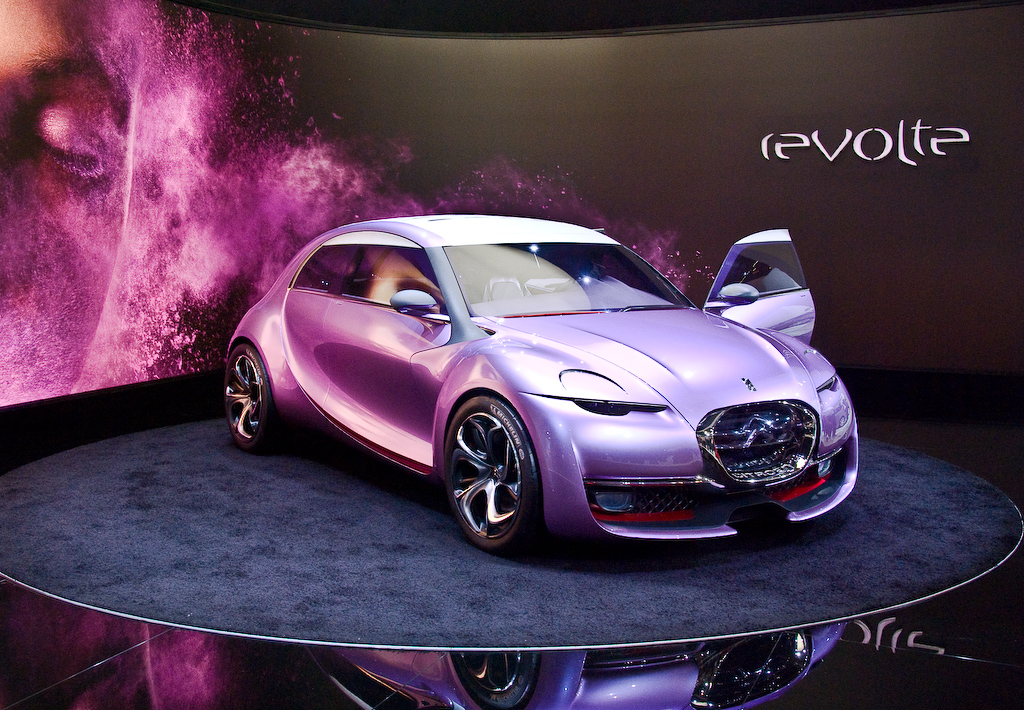
Citroën Revolte
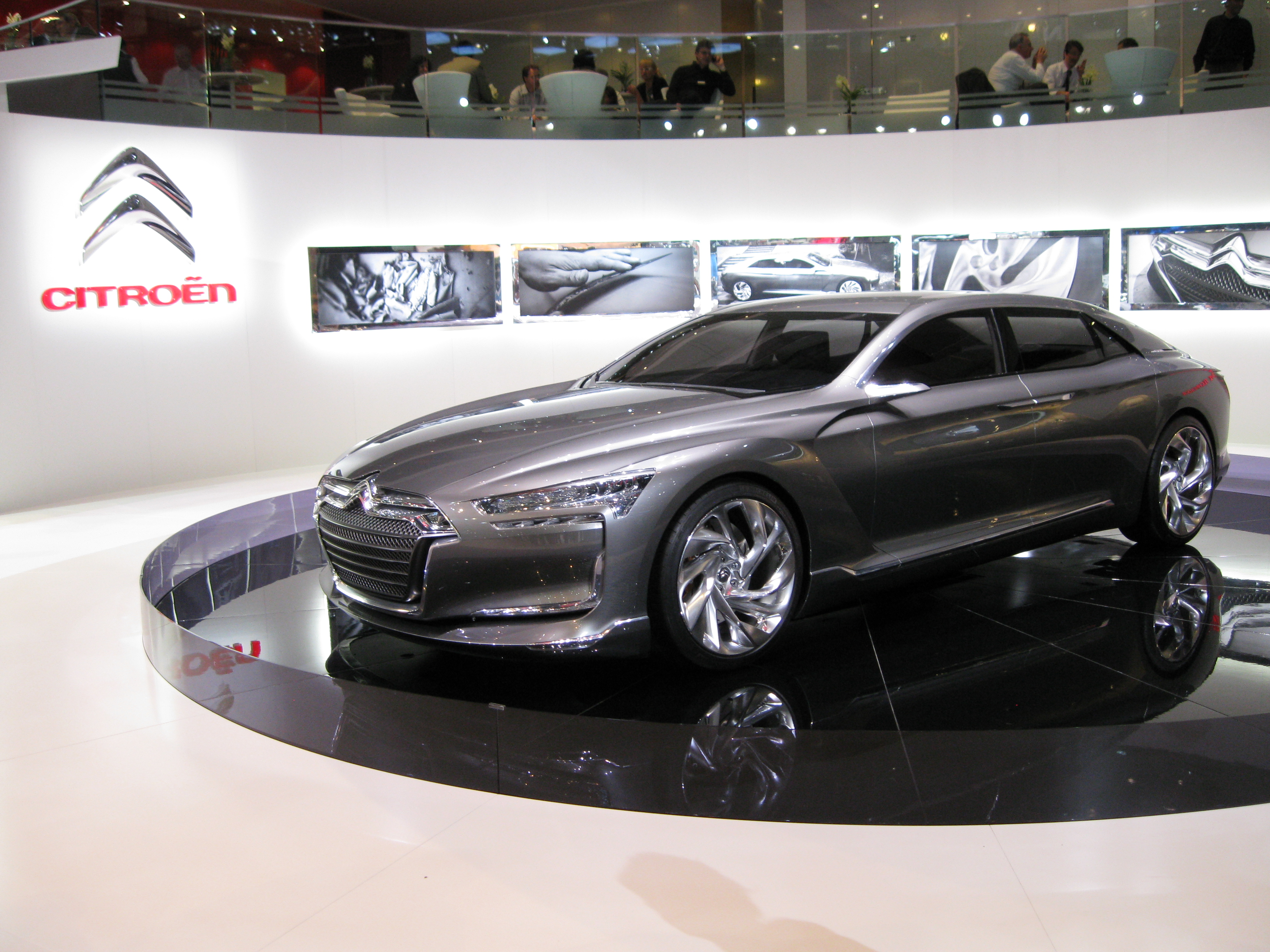
Citroën Metropolis
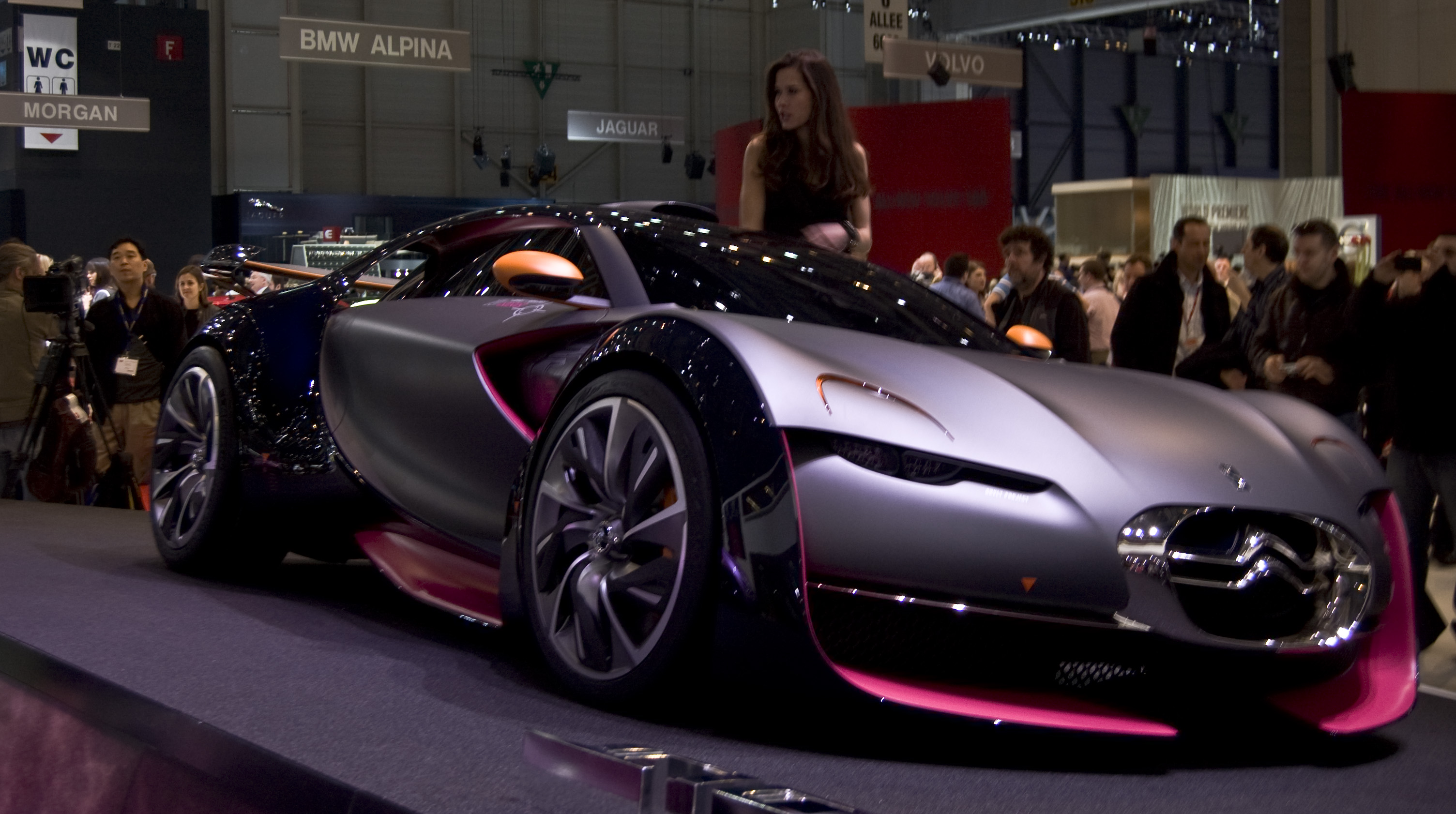
Citroën Survolt
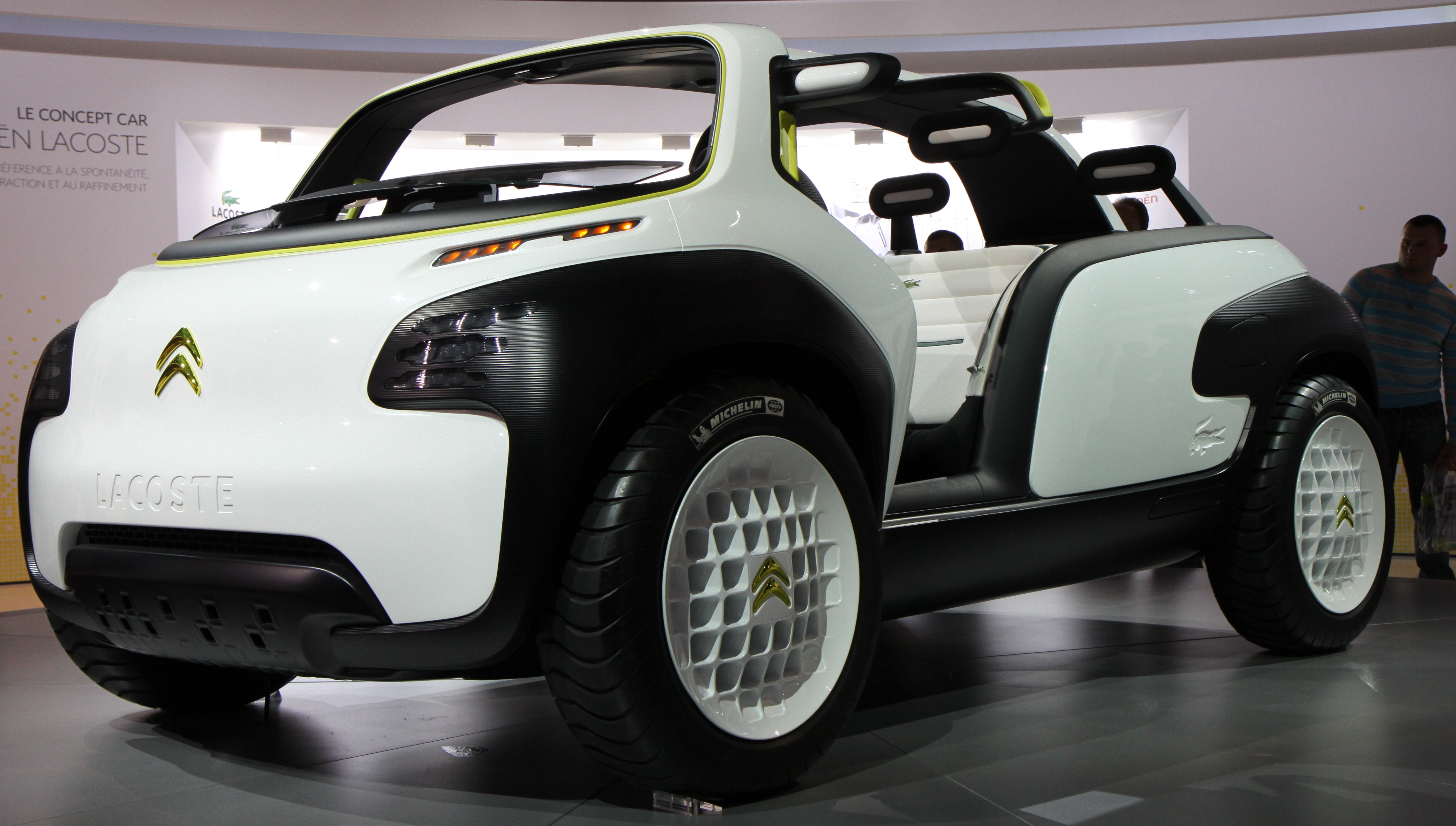
Citroën Lacoste
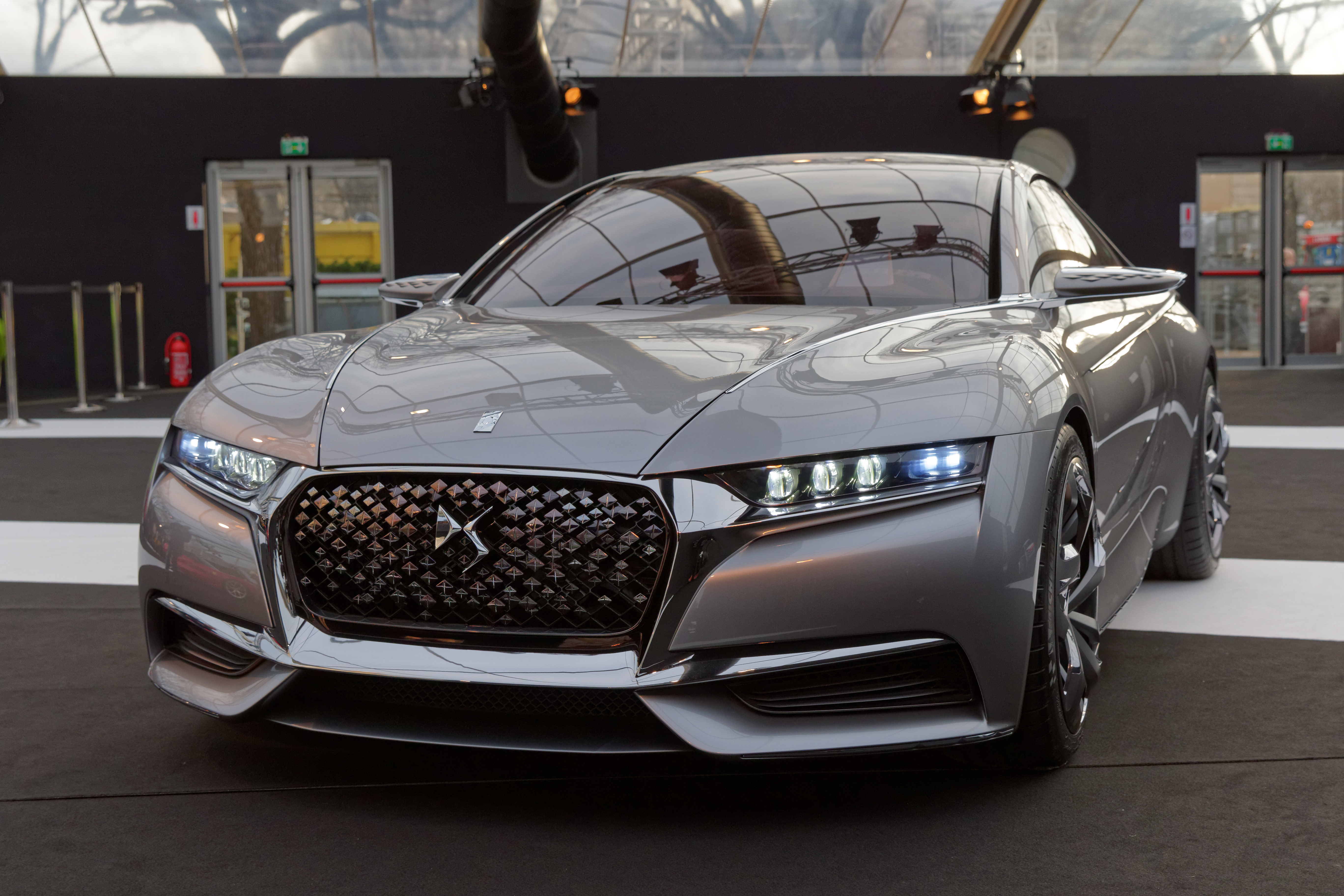
Citroën DS Divine
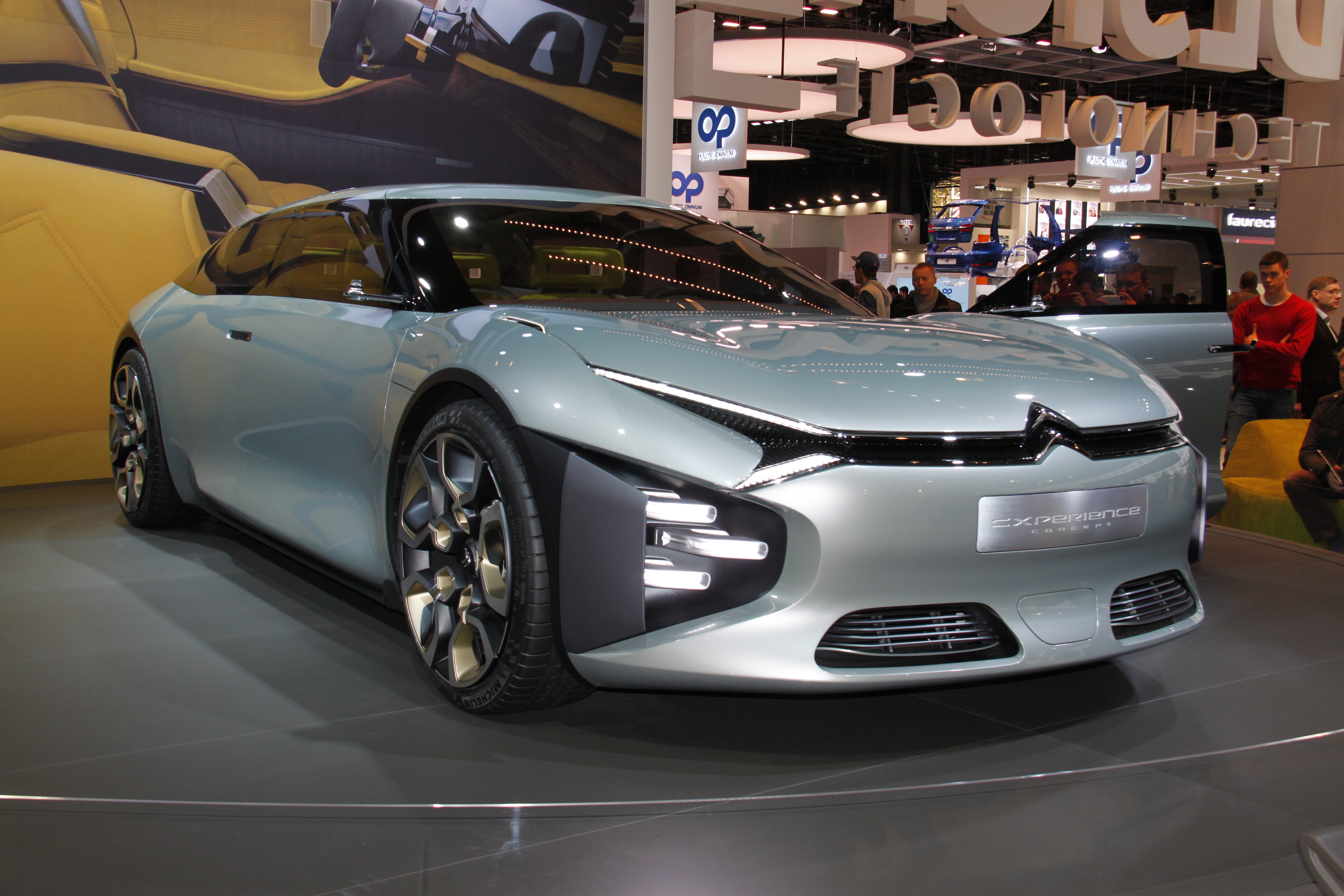
Citroën CXperience
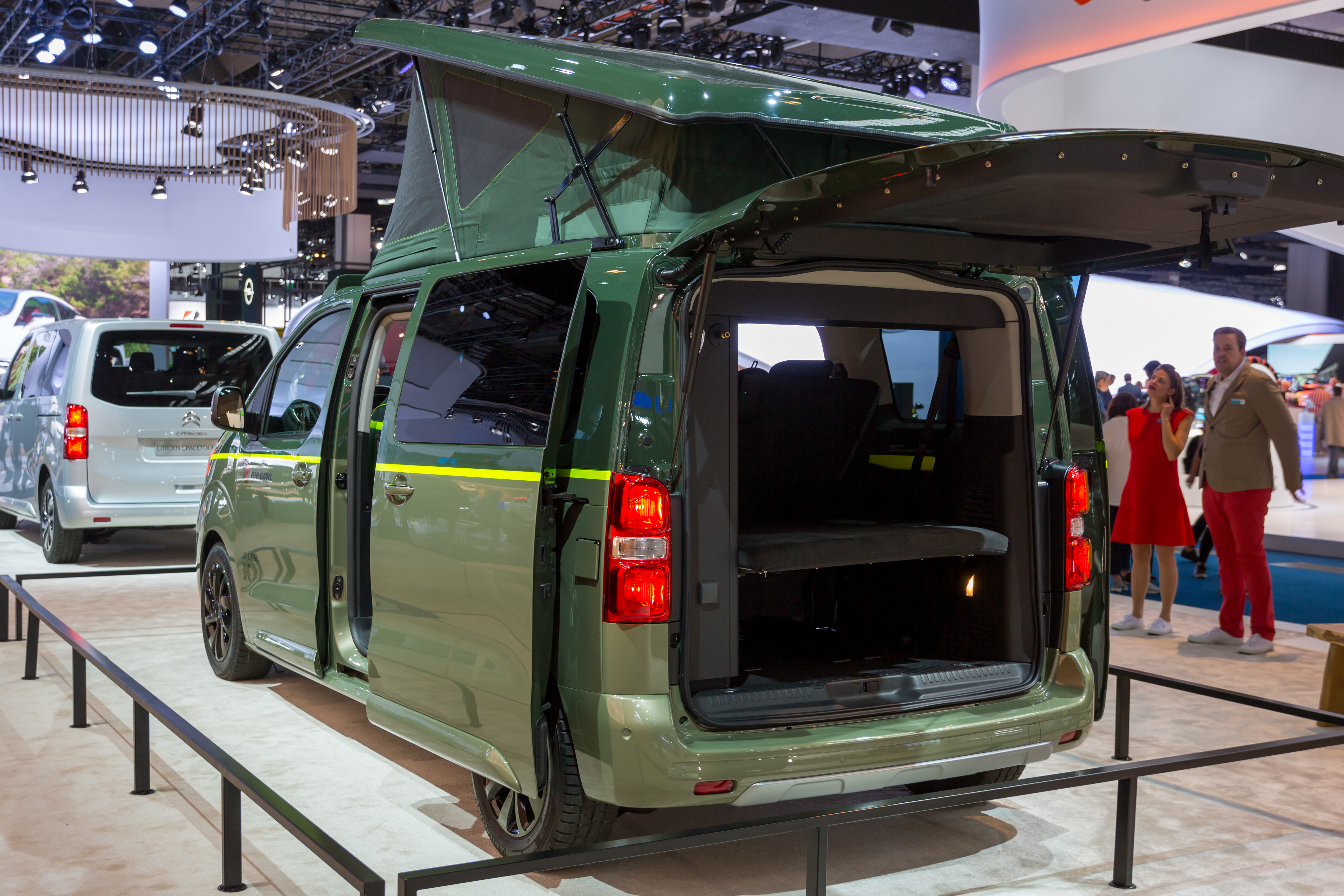
Citroën Spacetourer RIP Curl Concept
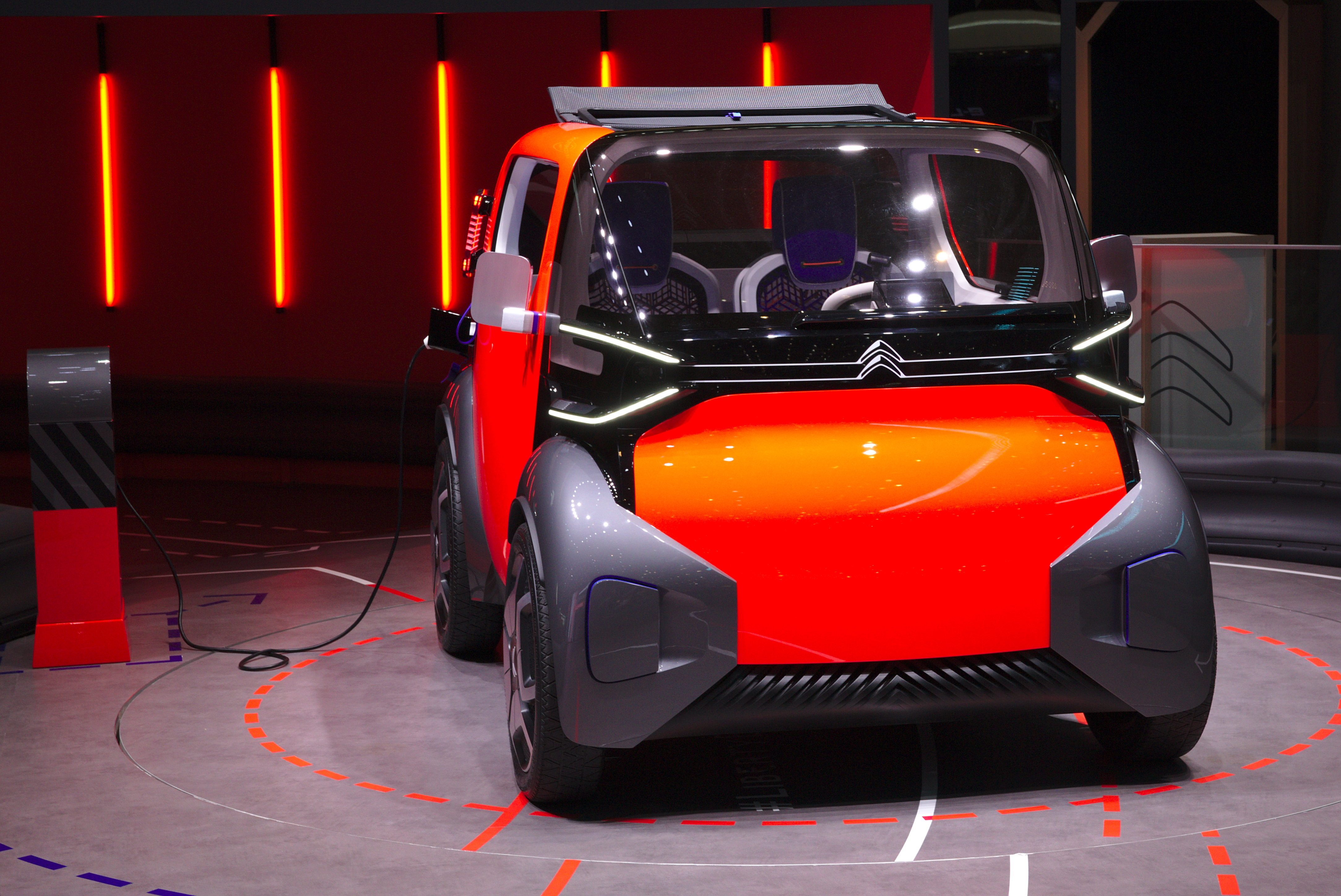
Citroën Ami One
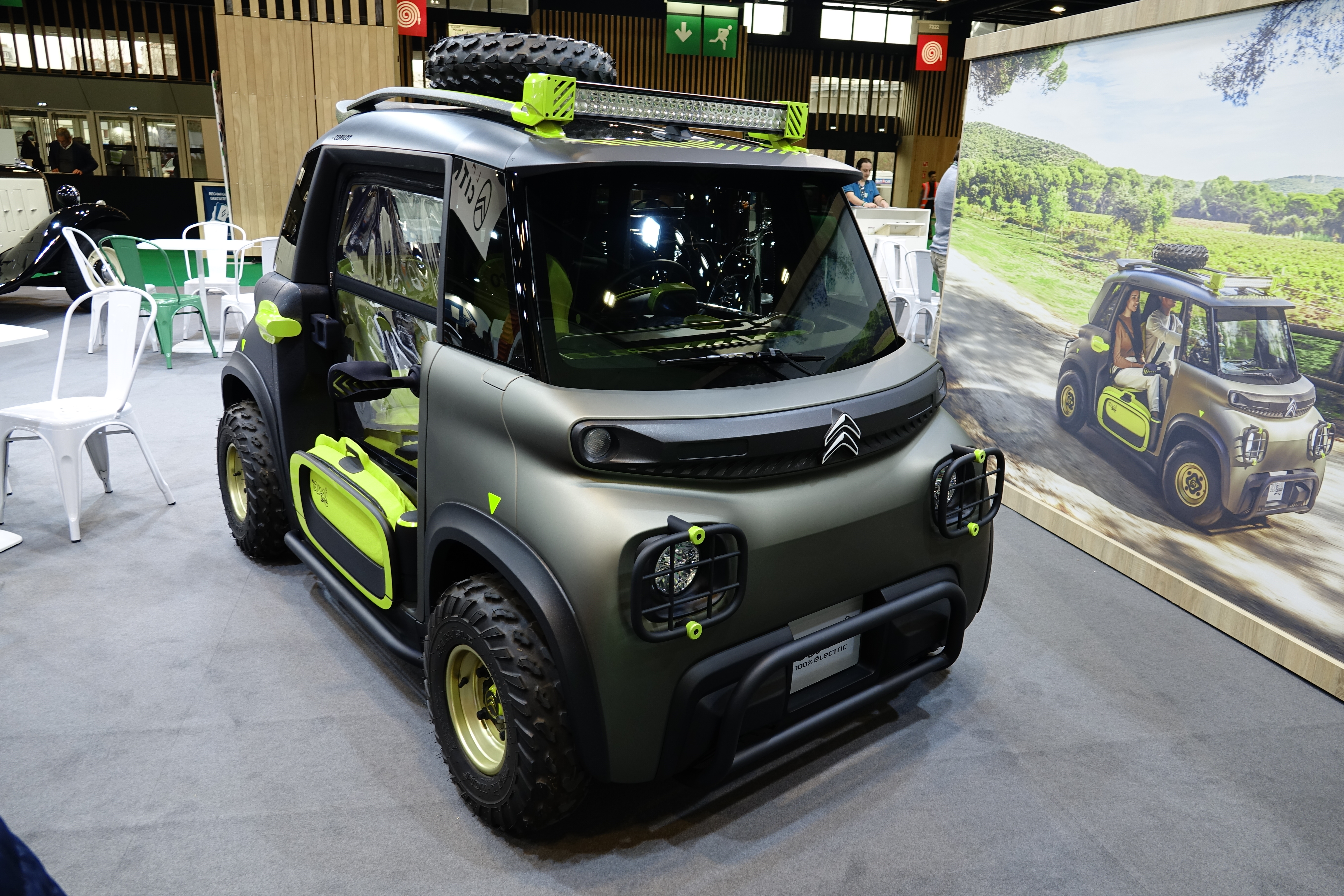
Citroën My Ami Buggy Concept
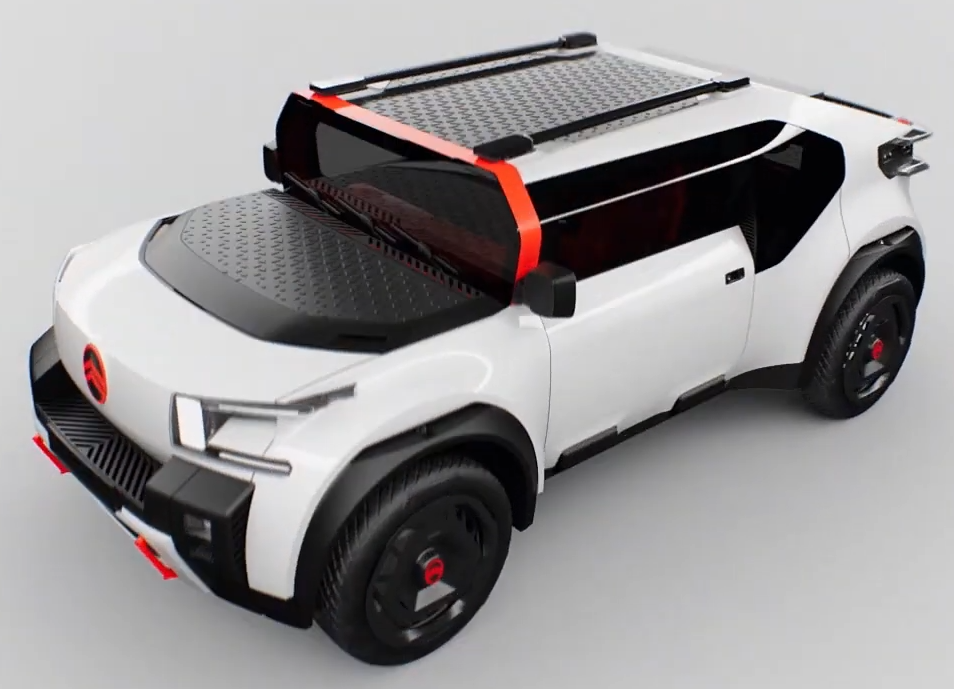
Citroën Oli